# 浦和駅

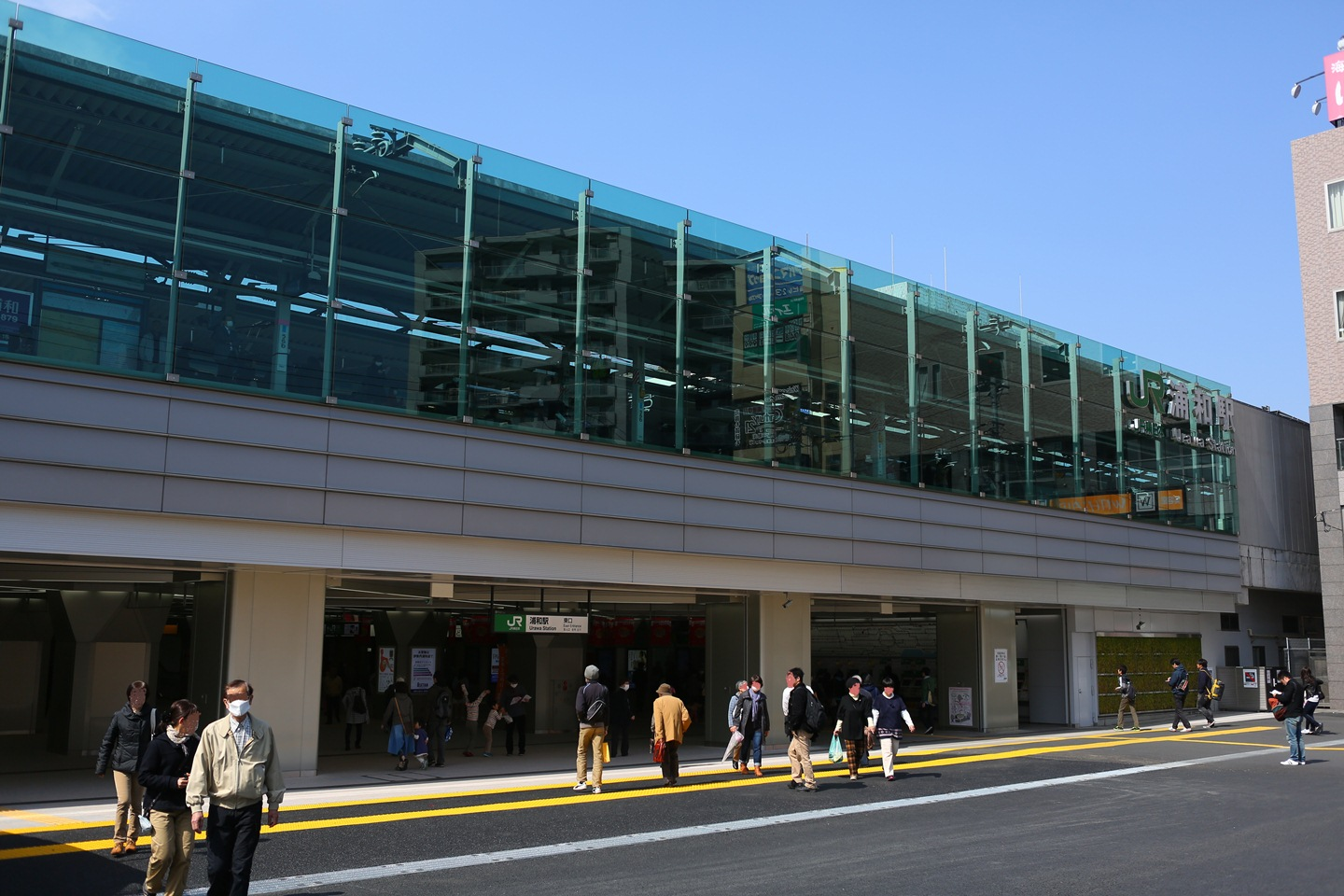
東口（2013年3月）

浦和駅（うらわえき）は、埼玉県さいたま市浦和区高砂一丁目にある、東日本旅客鉄道（JR東日本）の駅。
1883年に上野駅と熊谷駅を結ぶ県内初の鉄道である日本鉄道（現：高崎線）の開通と同時に開業し、さいたま市内で最も古い駅であると同時に、県内でも上尾駅・鴻巣駅・熊谷駅と並ぶ最も古い駅のひとつで、駅の開業は県内の代表駅である大宮駅よりも古い。
埼玉県庁およびさいたま市役所の最寄り駅で、合併以前に県庁所在地であった旧浦和市（浦和地区）の中心駅として、JTBパブリッシングや交通新聞社の時刻表における名目上の県・市の代表駅に位置づけられている。一方で駅規模や利用者数の観点では、多数の新幹線や在来線が乗り入れる大宮駅が実質的な県内最大のターミナル駅となっている。

## 概要
旧大宮市に位置する大宮駅周辺が鉄道・商業の街なのに対して、当駅周辺は埼玉県庁やさいたま市役所、さいたま地方裁判所、埼玉県警察本部などの公的機関が集積しており、県政・市政の中心地となっている 。
浦和駅周辺の人口増加に伴って、京浜東北線には1936年に北浦和駅、1961年に南浦和駅が設置され、1985年には埼京線の開業により武蔵浦和駅・中浦和駅が開設された。当駅2キロ圏には5つの駅が存在することになり、駅周辺から東京方面へ通勤する乗降客は比較的分散している。一方で県・政令指定都市の代表駅として、ほぼ同等の人口を有する政令指定都市の代表駅である広島駅や仙台駅といったターミナル駅と同等ないしそれ以上の乗員数を記録している。
駅の所在する場所は当時の中山道の宿場町である浦和宿の東はずれにあり、台地の縁にあたる部分に建設されたため、1階分の東西の高低差が生じている。また、開業当時は現在の県庁通りはまだなく、駅に通じるメイン通りの停車場線として現在のさくら草通りが開通し、バスなどが乗り入れていた。その後の再開発により、駅に通じる西口メイン通りは県庁通りとなった。現在は駅南側に東西を結ぶ4車線道路として田島大牧線の工事が進んでいる。
大宮駅ほどではないが駅周辺は伊勢丹浦和店や浦和パルコなど商業施設も多く集積し、後述の通りアトレ浦和の増床部等となる駅ビル「JR浦和駅西口ビル」が開業した。駅から離れた国道17号沿いには埼玉りそな銀行本店やNTT東日本-関信越などの本社オフィスが建ち並び、さらにその外周地区は高級住宅地として知られる。関東大震災後に多数の文化人が当地に移住した（「浦和画家」を参照）。

## 乗り入れ路線
乗り入れている路線は、線路名称上は東北本線単独駅であるが、当駅には電車線を走る京浜東北線電車、列車線を走る宇都宮線・高崎線（大宮駅より分岐）、東北貨物線を走る湘南新宿ラインの列車が停車する。また、当駅には「URW」のスリーレターコードが付与されている。
- 宇都宮線・高崎線：宇都宮線は東京駅 - 尾久駅 - 大宮駅を経て小山駅・宇都宮駅方面に、高崎線は大宮駅から分岐して熊谷駅・高崎駅方面を結ぶ中距離電車。上野駅発着列車と、上野駅・東京駅経由で東海道線に直通する上野東京ラインがある - 駅番号はJU 05。
- 湘南新宿ライン：東北本線の東北貨物線（通称）を走る中距離電車。新宿駅を経由し、大宮駅方面（北行）の宇都宮線・高崎線と横浜駅方面（南行）の東海道線・横須賀線を相互直通運転 - 駅番号はJS 23。
- 京浜東北線：東北本線の大宮駅以南で主に各駅停車運転する通勤電車。横浜駅から根岸線への直通運転も実施 - 駅番号はJK 43。

## 歴史

### 年表

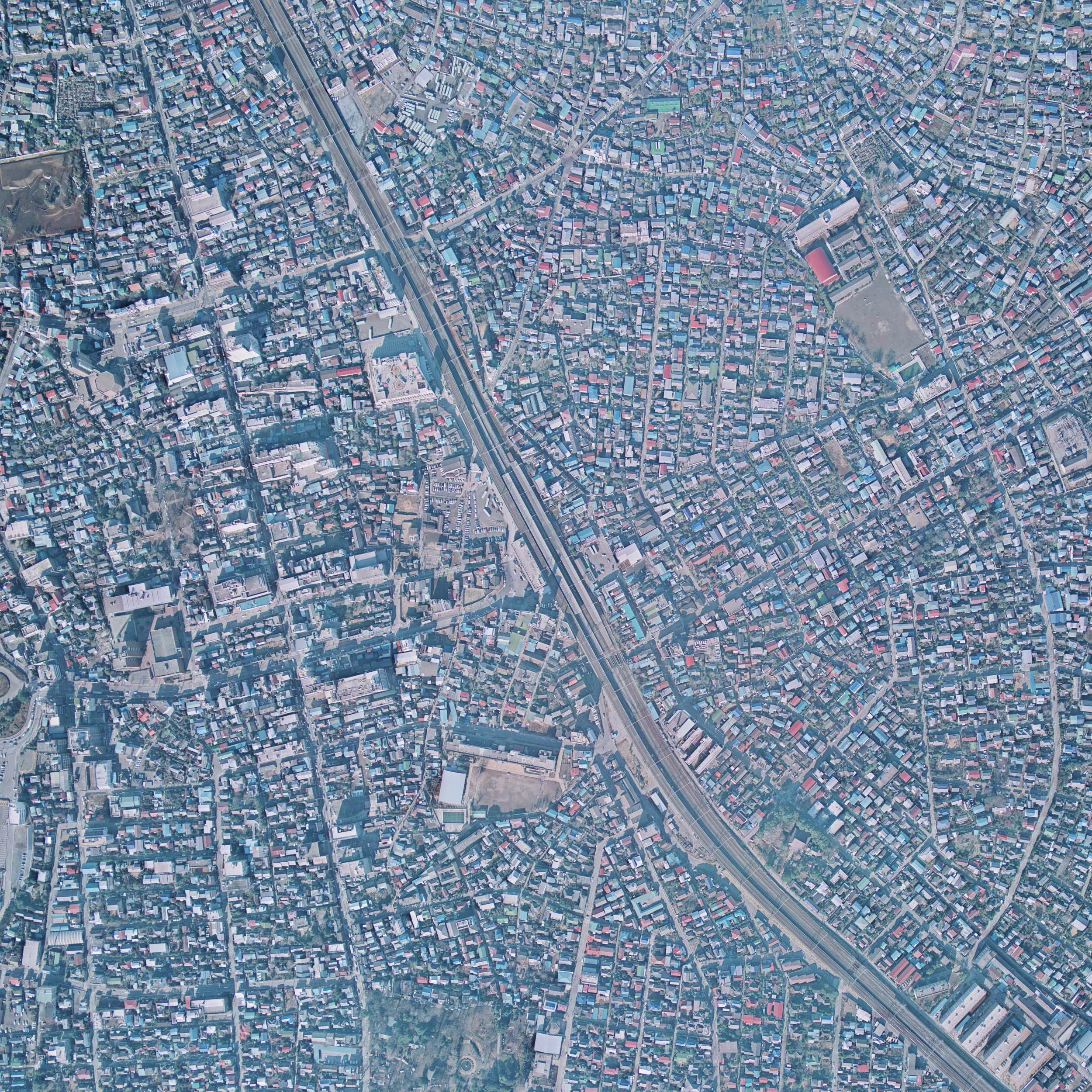
浦和駅周辺の空中写真（1975年1月撮影）

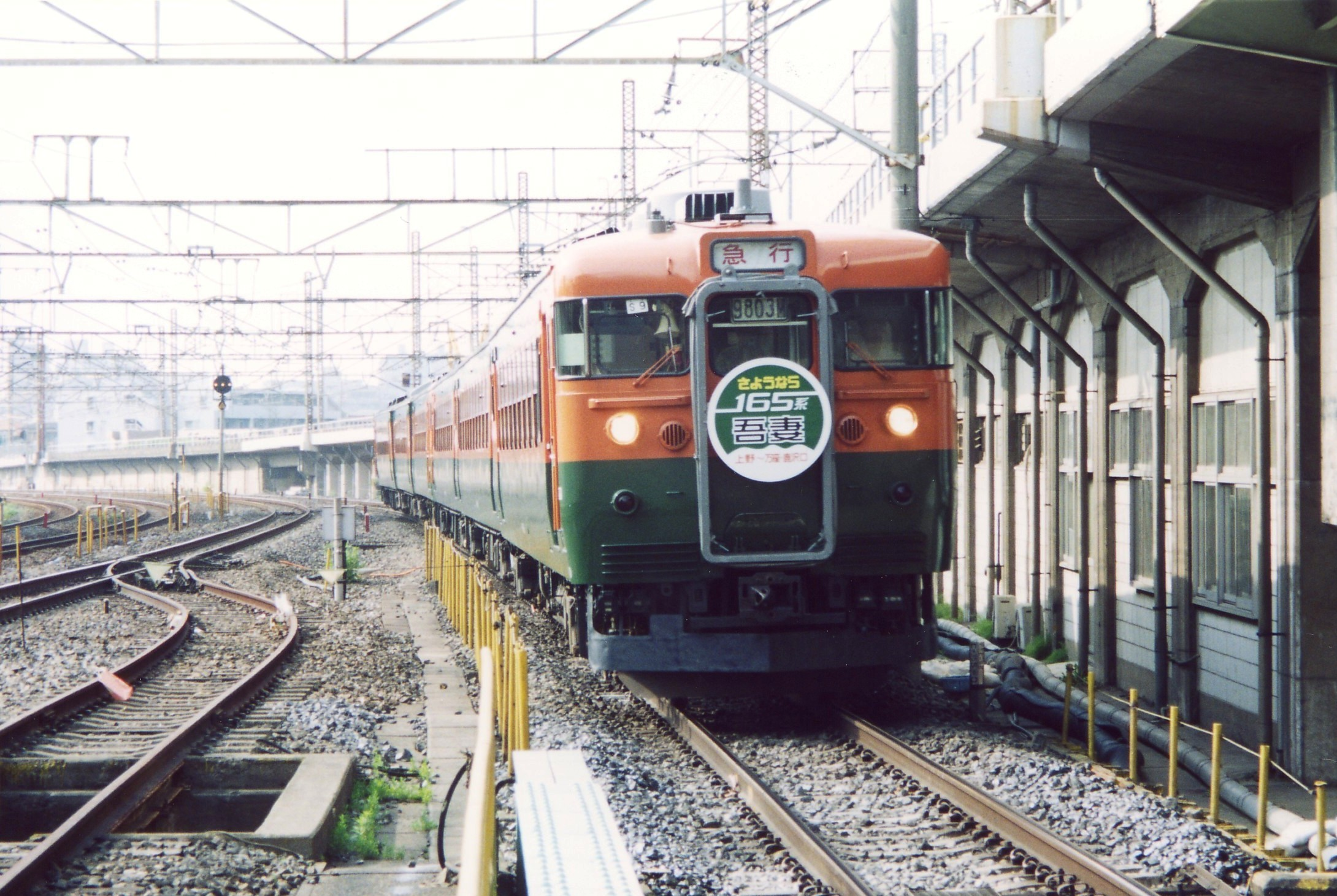
高架化前の駅南側。東北旅客線の上下線の間に保線用車両の留置線があった（2003年）

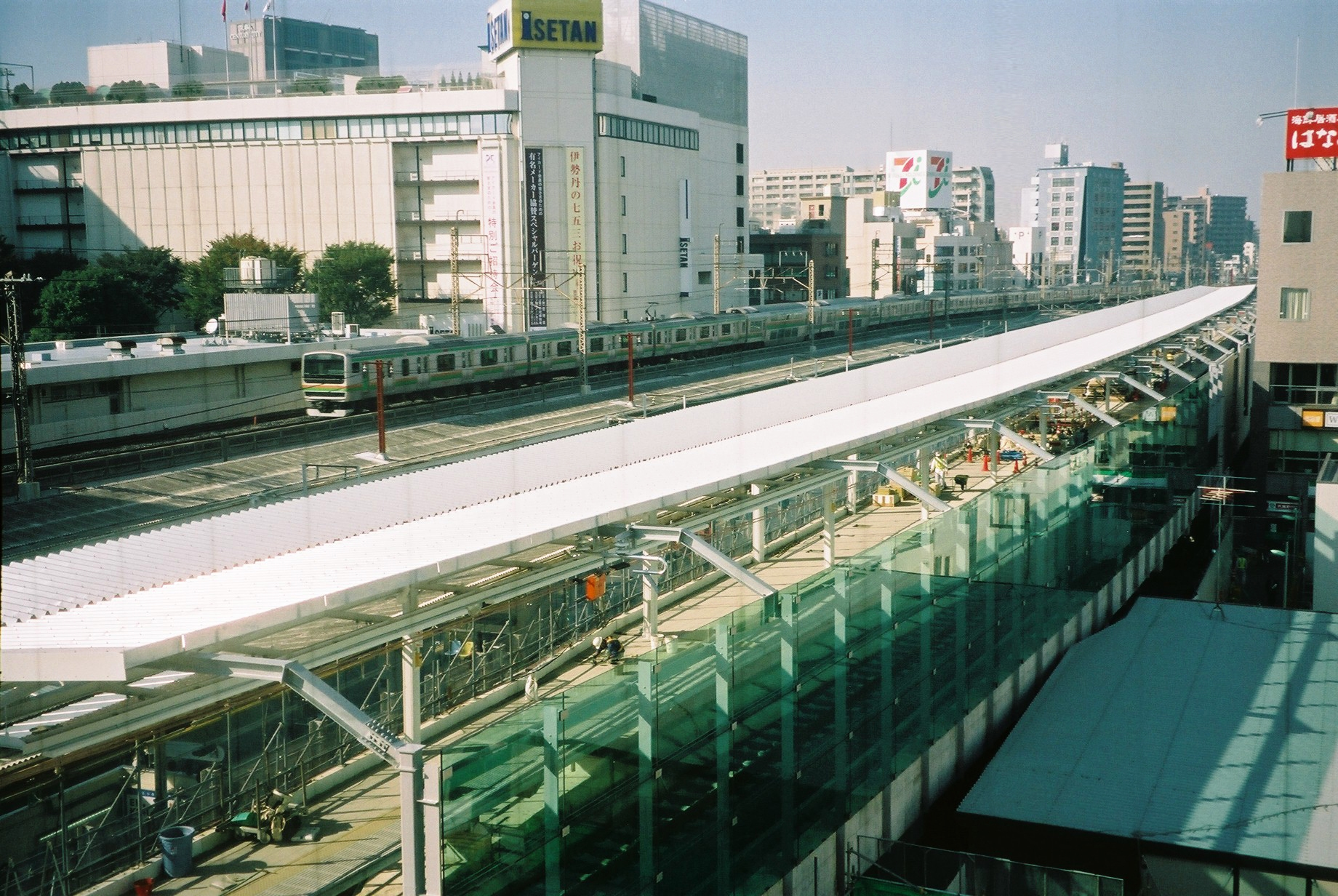
京浜東北線ホーム建設中の様子（2006年）

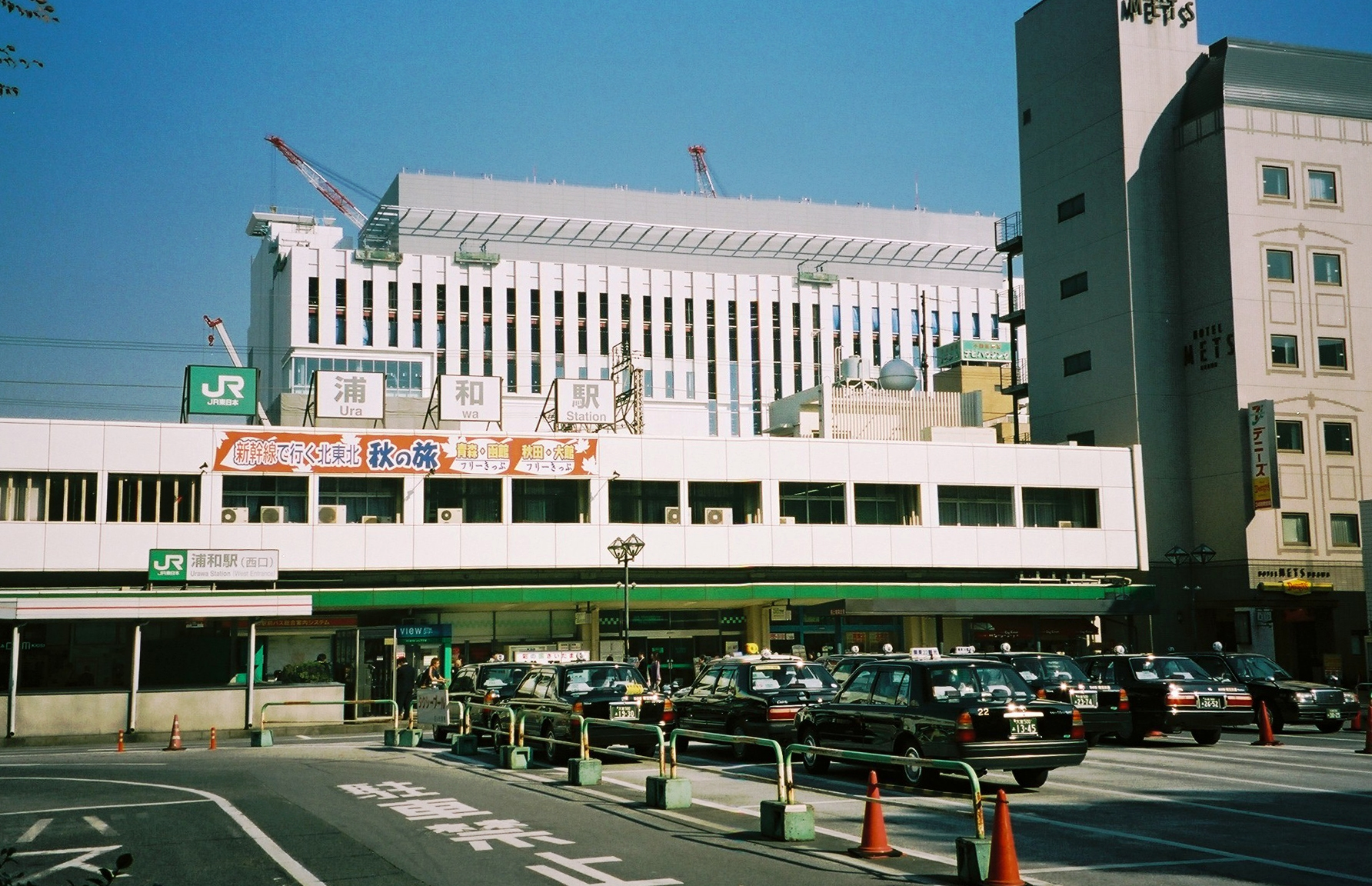
かつてあった西口駅舎。駅ビル建設用地となっている。（2006年）

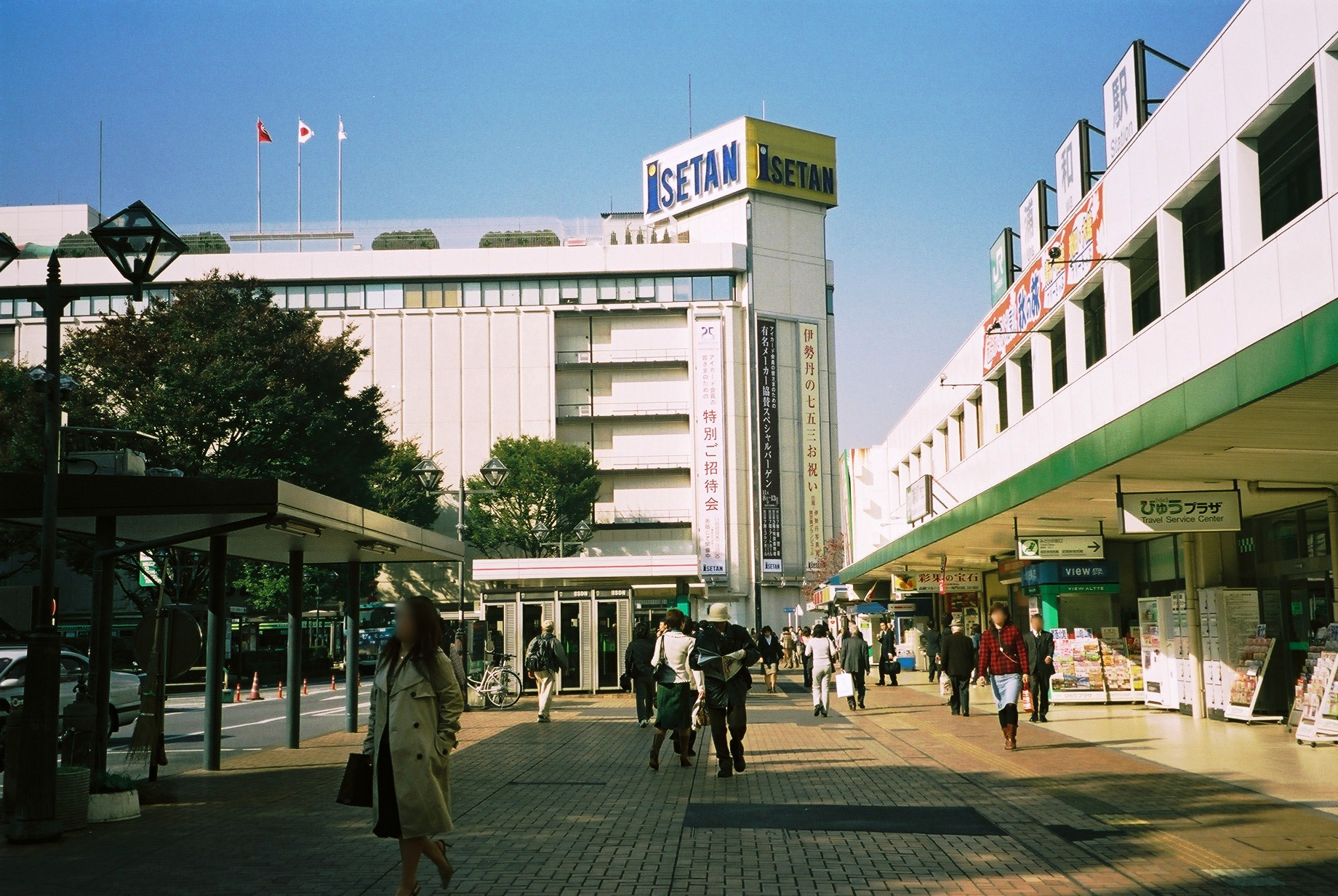
かつてあった浦和駅西口駅舎（2006年）

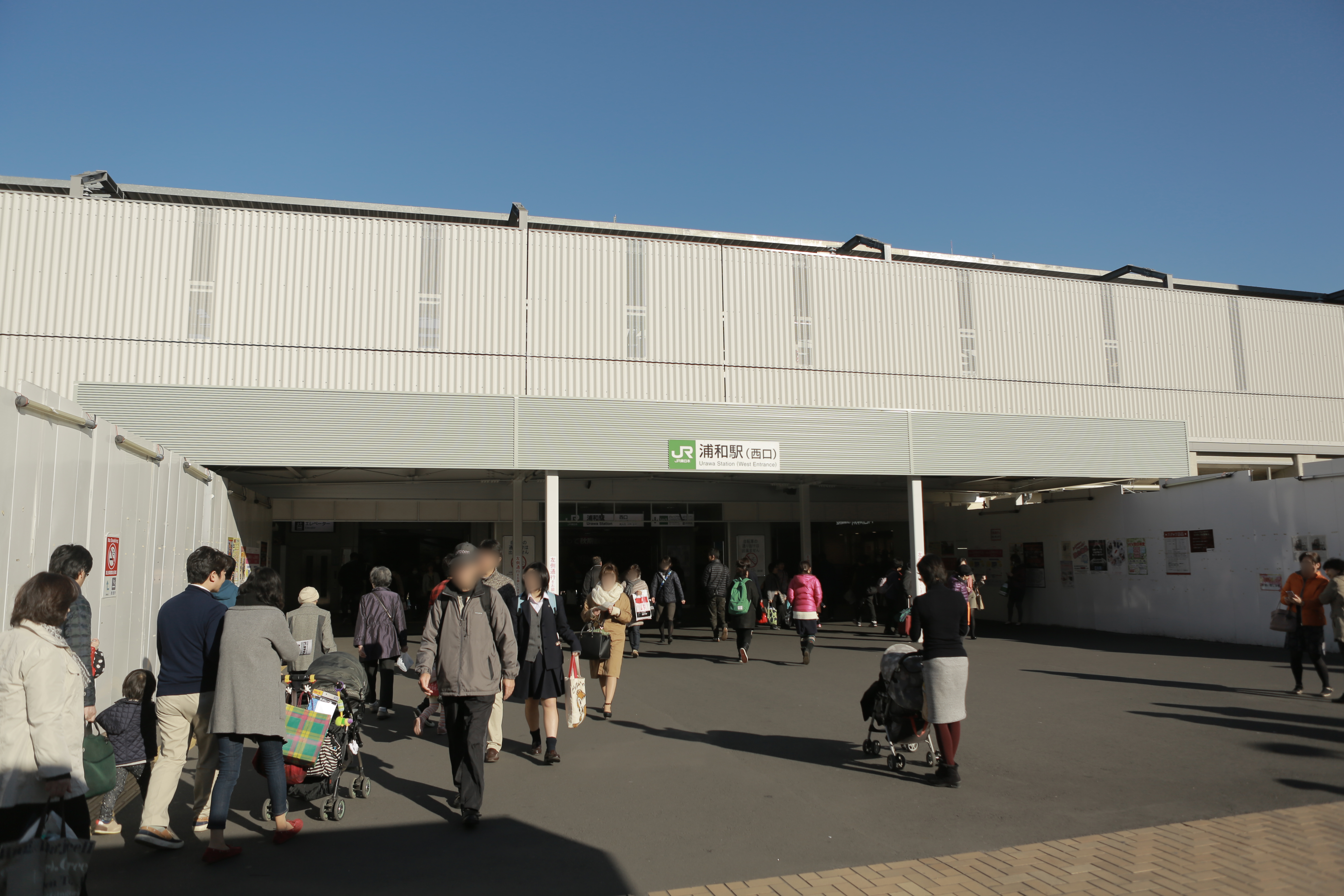
駅ビルの着工前の西口（2015年12月）

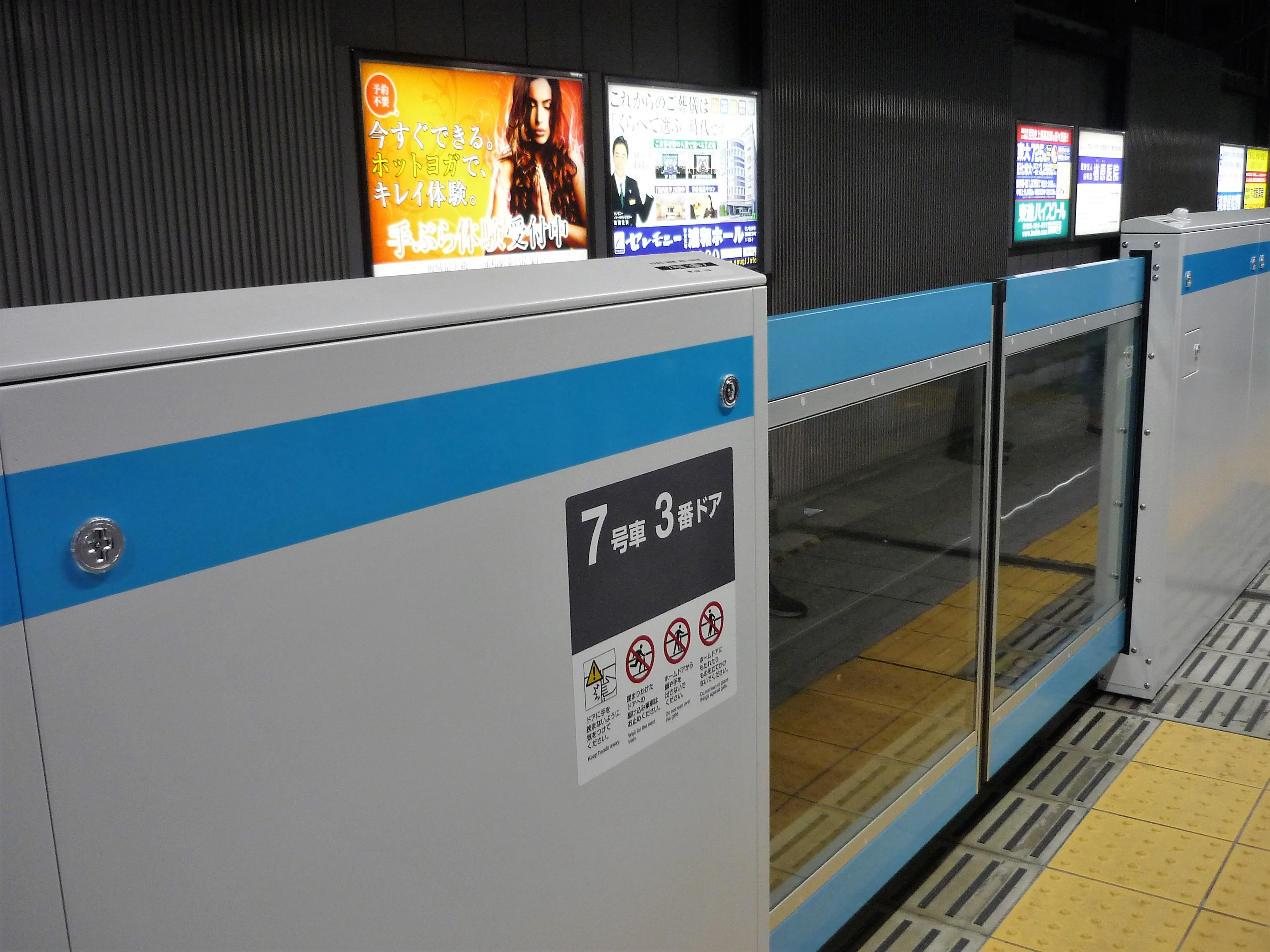
京浜東北線ホームに設置されたホームドア（2018年11月）

- 1883年（明治16年）7月28日：日本鉄道が上野駅 - 熊谷駅間を開業した際に開業[1]。開業から間もない頃は2面3線の地上駅であった[2]。
  - この際、当駅は旧浦和宿の中心ではなく、埼玉県庁に近い宿場町南東側の外れに設けられた[注 2]。
- 1890年（明治23年）12月：赤羽駅 - 大宮駅間複線化。
- 1906年（明治39年）11月1日：鉄道国有法により国有化[1]。
- 1909年（明治42年）10月12日：線路名称制定により東北本線の所属となる。
- 1916年（大正5年）7月：鳩ヶ谷方面への乗合バスが運行開始（現在は運行していない）。
- 1921年（大正10年）8月：志木・大門方面へのバスが運行開始（現在も運行）。
- 1929年（昭和4年）：2代目駅舎供用開始[3]。
- 1930年（昭和5年）12月27日：東口が開設される。
- 1931年（昭和6年）12月1日：東北本線蕨駅 - 与野駅間の貨物線2線が増設され複々線化。貨物線は当駅にホームを設置しなかった。
  - この頃、当駅は西口と東口にそれぞれ木造の駅舎を構え、その間を地下通路でつなぐ構造になっていた。現在西口の階段があるところが開業時の本屋側ホーム跡であったが、ここを走る貨物線には列車が停車しないため、木製の柵が設けられていた。また、戦前までは通称第一踏切が東西を結んでいたが、戦後交通量増大で廃止された。
- 1932年（昭和7年）9月1日：東北本線電車（現在の京浜東北線）が大宮駅まで延伸開業し、当駅を含む区間で運行を開始。1968年まで東北本線列車（高崎線列車含む）のほとんどが当駅を通過するようになった。1968年の東北本線6線化まで、京浜東北線電車と東北・高崎線の中・長距離列車が同じレール上を走っていた。また、当駅南西に貨物駅が併設されており、貨物駅の配線が西口駅舎ぎりぎりまで伸びていた。この場所は現在東北貨物線が高架でまたいでおり、そのガード下に保線区が設けられている。昭和5年度の乗車人員は全国有鉄道中17位の中枢駅であったことから、埼玉県議会は鉄道大臣に停車の請願を行った。
- 1960年（昭和35年）1月16日：貨物取り扱いを廃止する[1]。現在も貨物駅の名残りとして当駅至近に浦和郵便局（現・浦和中郵便局）が所在する[注 3]。
- 1967年（昭和42年）10月20日：東北本線赤羽駅 - 与野駅間6線化に備え、西口駅舎を改築[新聞 1]（3代目駅舎[3]）。2012年まで存在した2階建て西口駅舎が竣工する。
- 1968年（昭和43年）9月25日：東北本線赤羽駅 - 与野駅間に電車線2線が増設され6線化。京浜東北線電車と東北・高崎線列車が初めて分離される。早くから市街化が進んでいた当駅周辺では新たな2線分の土地を確保できず、貨物駅のあった土地に高架の新設貨物線を通し、旧来貨物線として使われていたスペースに東北線列車（高崎線列車含む）を通したため、地上を走る電車線、旅客線と西口駅舎背後を高架で走る貨物線という状況となった（いわゆる「通勤五方面作戦」の一環）。
- 1968年（昭和43年）10月1日：東北旅客線にホームを新設。朝夕ラッシュ時のみ中距離列車が停車を開始[4]。
- 1982年（昭和57年）11月15日：中距離列車の終日停車を開始。
- 1986年（昭和61年）11月1日：荷物扱い廃止[1]。
- 1987年（昭和62年）4月1日：国鉄分割民営化に伴い、東日本旅客鉄道（JR東日本）の駅となる[1]。
- 2001年（平成13年）11月18日：ICカード「Suica」の利用が可能となる[報道 1]。
- 2003年（平成15年）10月26日：高架化工事に伴い東北本線下り線を移設[5]。開業以来市街地が駅によって東西に分断されていたことや、構造上停車できなかった湘南新宿ラインを停車させることを理由に高架化工事が開始。湘南新宿ラインの停車ホームを捻出するため、京浜東北線の東側に高架建設用の用地を確保し1線ずつ東側へずらす方法が採られた。まず高架化工事前に、東北旅客線ホーム南側にあった保線機械用の留置線を撤去し、列車線と京浜東北線のホームと線路を西へ移設するための線路切り替えを行い、東側用地の捻出を完了させた。
- 2004年（平成16年）
  - 2月23日：高架化工事に伴い東北本線上り線を移設[6]。
  - 5月30日：高架化工事に伴い京浜東北線北行き線路を移設[7]。
  - 11月28日：高架化工事に伴い京浜東北線南行き線路を移設[8]。
- 2007年（平成19年）1月14日：京浜東北線の東側に高架線路とホームを建設し、京浜東北線南行（1番線）を新設の高架線に移設[9]。
- 2008年（平成20年）5月18日：旧南行線上に高架線路を建設し、京浜東北線北行（2番線）を新設の高架線に移設。これにより京浜東北線高架ホームが完成。県内の京浜東北線では初の全面高架駅となった[10]。
- 2009年（平成21年）12月20日：旧北行線上に高架線路とホームを建設し、東北旅客線（宇都宮線）上り（3番線）を新設の高架線に移設[11]。
- 2011年（平成23年）3月6日：旧上り線上に高架線路を建設し、東北旅客線（宇都宮線）下り（4番線）を新設の高架線に移設。これにより東北旅客線高架ホームが完成[12]。
- 2012年（平成24年）
  - 春：東北貨物線（湘南新宿ライン）の5・6番線ホームを施工開始。
  - 7月8日：旧下り線上に高架線路を建設し、東北貨物線南行を新設の高架線に移設[13]。
- 2013年（平成25年）
  - 3月16日：駅周辺高架化工事完了に伴い、東北貨物線にホームを新設。湘南新宿ラインと東武鉄道直通特急「日光」・「きぬがわ」・「スペーシアきぬがわ」[報道 2]、また大宮駅始発・終着で運転される臨時「スーパービュー踊り子」が停車となる。また同日にはこれを記念して浦和駅 - 熱海駅間に団体臨時列車「湘南新宿ライン浦和駅停車記念号」が253系を用いて運転された[14]。高架下では幅員25m・長さ約50mの東西自由通路が開通し、東西にあった改札が駅中央に集約されたほか、幅員約4mの仲町地下道が平面化され10mに拡幅された。さらに東西自由通路が南北2か所に新設され、3か所の東西自由通路が開通した。駅南側で鉄道と交差する埼玉県道さいたま草加線（都市計画道路田島大牧線）も高架より東側の幅員が25mに拡幅された。
  - 7月20日：開業130周年を前に、浦和駅 - 横川駅間に団体臨時列車「浦和駅開業130周年記念号」が485系ジョイフルトレインNO.DO.KA.を使用して運転される[15]。
  - 7月28日：開業130周年を迎え、浦和駅の記念入場券等が発行される[新聞 2]。
- 2014年（平成26年）12月：東口駅前交通広場の整備が完了。
- 2015年（平成27年）11月25日：西口高架下商業施設「アトレ浦和」（South Area・North Area）が開業[報道 3]。
- 2017年（平成29年）
  - 3月12日：JR東日本が進める省エネルギーや再生可能エネルギーなどの環境保全技術を駅に導入する取り組み「エコステ」を県内初めて浦和駅に導入[新聞 3]。国内の鉄道駅で初めてエネルギーマネジメントシステムを導入する[新聞 4] 。同時に太陽光発電パネルなども設置する予定である[報道 4]。
  - 10月21日：京浜東北線ホームでホームドアの使用を開始[報道 5][新聞 5]。
- 2018年（平成30年）3月16日：西口駅ビル部分「浦和アトレ West Area」が開業[報道 6][報道 7]。伊勢丹浦和店方面への地下通路「浦和駅中ノ島地下通路」が完成[報道 6][16]。
- 2019年（令和元年）11月30日：この日をもってびゅうプラザが営業を終了[17]。

## 駅構造
島式ホーム3面6線を有する高架駅。ホーム有効長は1・2番線が10両編成分、3・4・5・6番線が15両編成分。5・6番線は1・2・3・4番線より一段高い位置に設けられている。以前は元々高架だった貨物線に圧迫されるように地平ホームが所狭しと並ぶ駅であったが、浦和市（現：さいたま市）による駅周辺再開発事業の一環として隣接する建築物ぎりぎりまでの土地の拡張と貨物線ホーム（5・6番線）新設を含む全面高架化工事が行われ、周囲の大小の商業・業務ビルに挟まれた手狭な土地を最大限に利用しつつ、コンパクトにホームを配置した都心部の高架駅の様相を呈している。新たに高架化された1 - 4番線は、既存高架（を延長した）5・6番線よりも半階分高さが下回る位置に作られている。5番線の縁（4番線との境）には視界を遮る柵が設けられており、日照（3・4番線ホームが薄暗くならない）と安全性、覗き見防止の3点が同時に配慮されている。このホーム高架化に合わせて乗り換えコンコースとホームとの間には階段に加え、エスカレーター、エレベーターが設置された。ホーム下に乗り換えコンコースを有し、コンコースの南側に中央改札口が、また2015年11月にはコンコースの北側にICカード専用のアトレ北口改札が設置された。
中央改札口の外に駅の東西を連絡する幅25mの自由通路が設けられており、西口と東口の高低差を埋めるため改札を出て西口側には上り階段とエスカレーター、エレベーターが設けられている。中央改札口横にみどりの窓口がある。2019年11月30日まではびゅうプラザが併設されていた。改札外に1か所、改札内に1か所コンビニエンスストアNewDaysが設けられているほか、改札内コンコースに飲食店などが出店している。直営駅で、浦和東営業統括センターの所在駅。管理駅として武蔵野線三郷駅 - 南浦和駅と京浜東北線川口駅 - さいたま新都心駅を管理する。
駅の外観としては、駅の東側は駅前広場に面する部分がエメラルドグリーンの全面ガラス張りとなっている。駅西口に関しては、7階建ての駅ビル「JR浦和駅西口ビル」（2018年3月16日開業、アトレ浦和の増床部分）に隠される形となるためホームは防風壁で覆われている。駅ビル南側にはJR東日本ホテルメッツ 浦和があり、駅直結のビジネスホテルとして機能している。
工事開始以前の当駅は島式ホーム2面4線を有する地上駅だった（貨物線は旅客線の斜め上を高架線で通過）。東北貨物線が西口駅舎と東北旅客線の間を地上2階の高さで通過している構造上、乗り換えのための跨線橋を造ることが困難で、JRの地上駅としては珍しく跨線橋ではなく東西両駅舎を結ぶ地下通路が各ホームへの連絡を行っていた。そのためもあり跨線橋に比べ乗り換え通路の拡幅工事が容易ではなく、結果として1960年代に整備された駅構造を2000年代まで保つこととなり、増える旅客需要やバリアフリーの要求に応えることが難しくなっていた。また貨物線の直下に西口駅舎から地下通路に向かう階段が位置することや狭隘な土地条件から貨物線にホームを新設することができず、2013年3月16日のダイヤ改正まで湘南新宿ラインは当駅に停車しなかった。

### のりば
| 番線 | 路線               | 方向 | 行先                               |
| ---- | ------------------ | ---- | ---------------------------------- |
| 1    | 京浜東北線         | 南行 | 南浦和・上野・東京方面             |
| 2    | 京浜東北線         | 北行 | 北浦和・与野・大宮方面             |
| 3    | 宇都宮線（東北線） | 上り | 赤羽・東京・横浜・大船方面         |
| 3    | 高崎線             | 上り | 赤羽・東京・横浜・大船方面         |
| 3    | 上野東京ライン     | 上り | 赤羽・東京・横浜・大船方面         |
| 4    | 宇都宮線（東北線） | 下り | 大宮・小山・宇都宮・熊谷・高崎方面 |
| 4    | 高崎線             | 下り | 大宮・小山・宇都宮・熊谷・高崎方面 |
| 5    | 湘南新宿ライン     | 南行 | 赤羽・新宿・横浜方面               |
| 6    | 湘南新宿ライン     | 北行 | 大宮・宇都宮・高崎方面             |

（出典：JR東日本:駅構内図）
- 西口の方が旧浦和宿に近く乗降客も多いが、東側から順にホームを増設していった歴史的経緯もあり、東口側が1番線となっている。
- その他、当駅の2番線の方面表記は高架化後もさいたま新都心駅開業以前からの「北浦和・与野・大宮方面」で統一され、中距離列車の停車するさいたま新都心駅は方面表記に入っていない。
- 4番線の方面表記では地上駅時代から引き続き「小山・宇都宮・高崎・前橋方面」と表記され、宇都宮線・高崎線の東京近郊区間では珍しく大宮駅や熊谷駅の記載がない。一方で2013年に開設された湘南新宿ライン6番線ホームでは「大宮・宇都宮・高崎方面」と表記され、4番線との統一が図られていない。なお、国鉄時代以来駅高架化までホーム柱に掲げられていたホウロウ板に残っていた日光や黒磯などの方面表記はなくなっている。

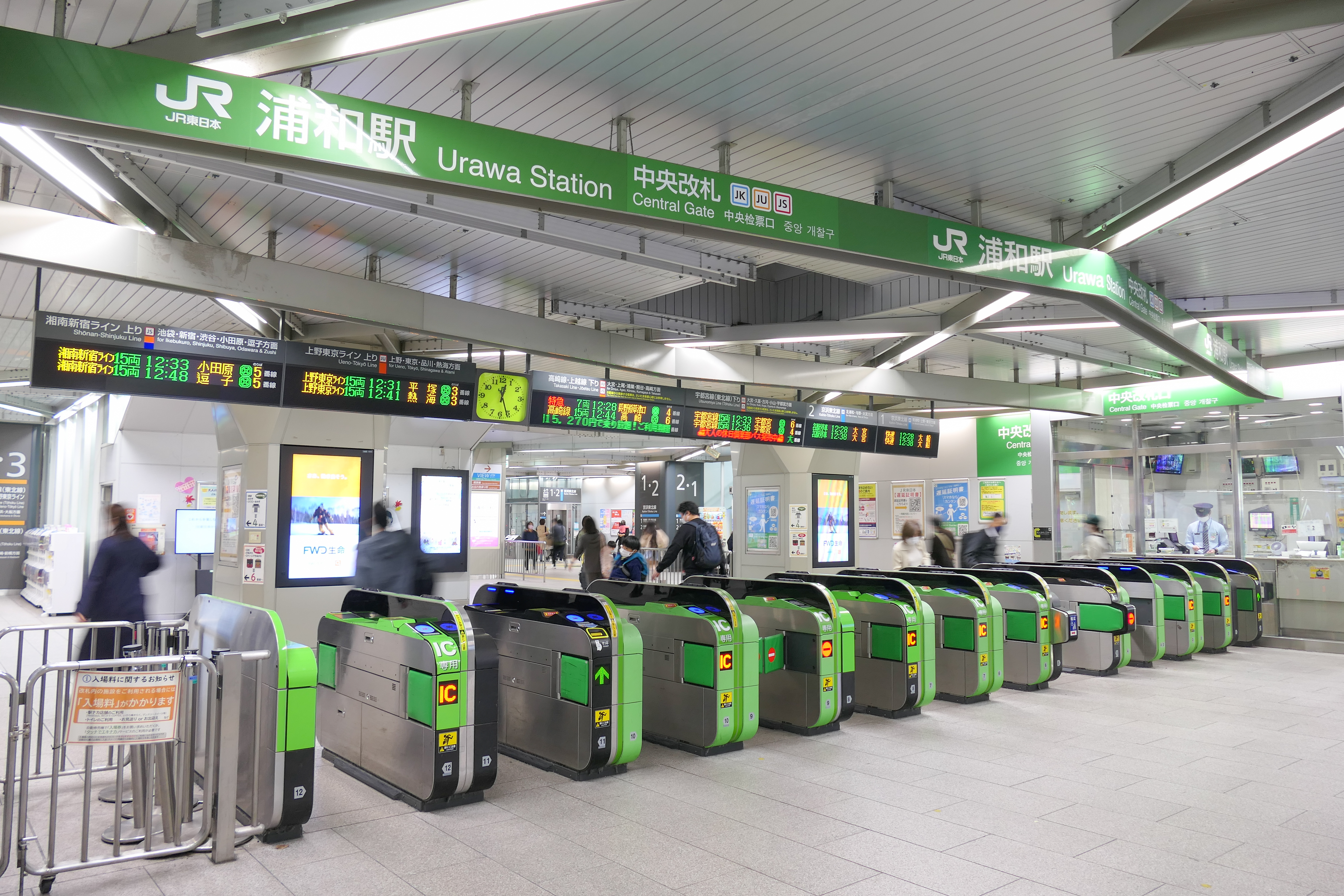
中央改札口（2022年11月）
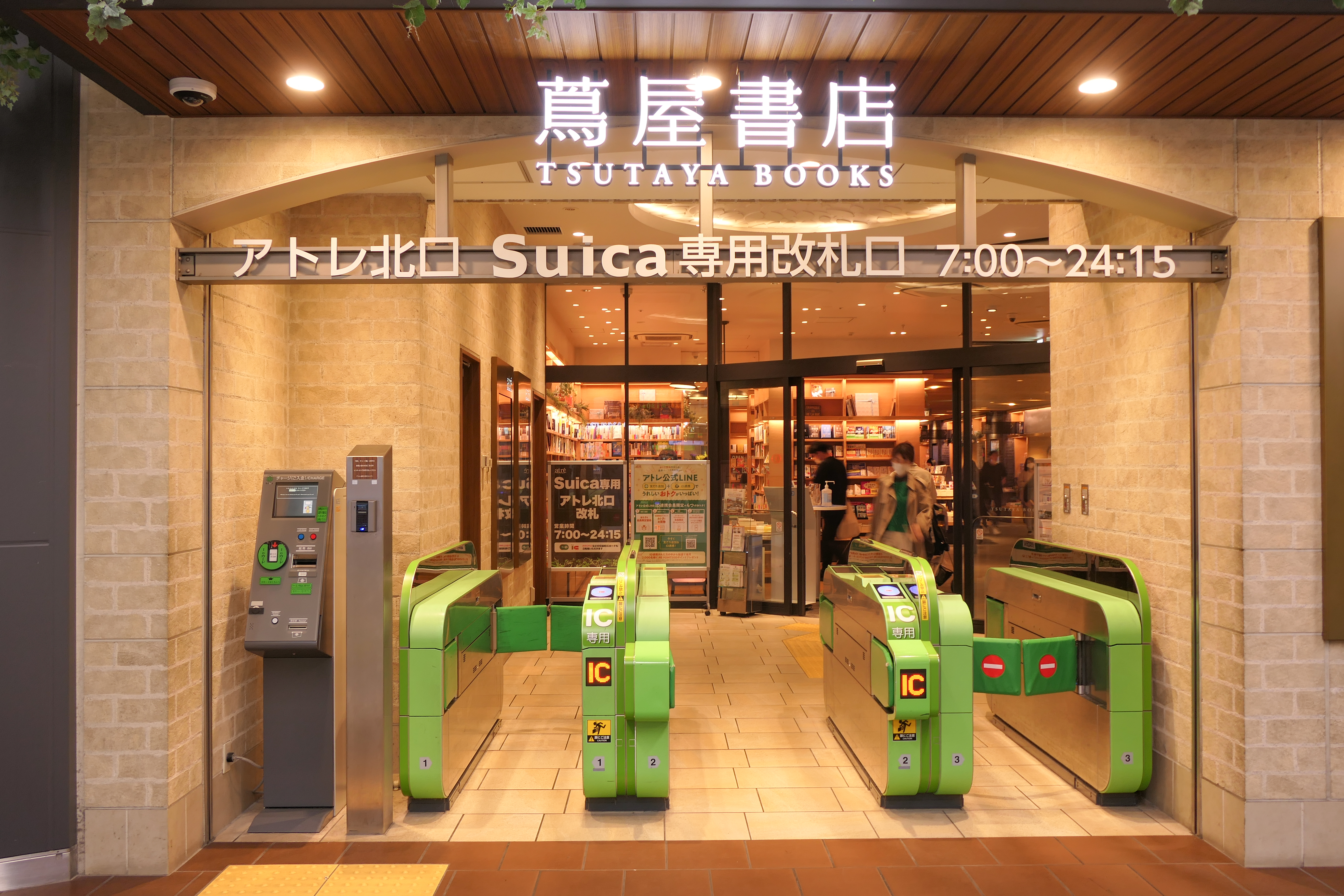
アトレ北口改札（2022年11月）
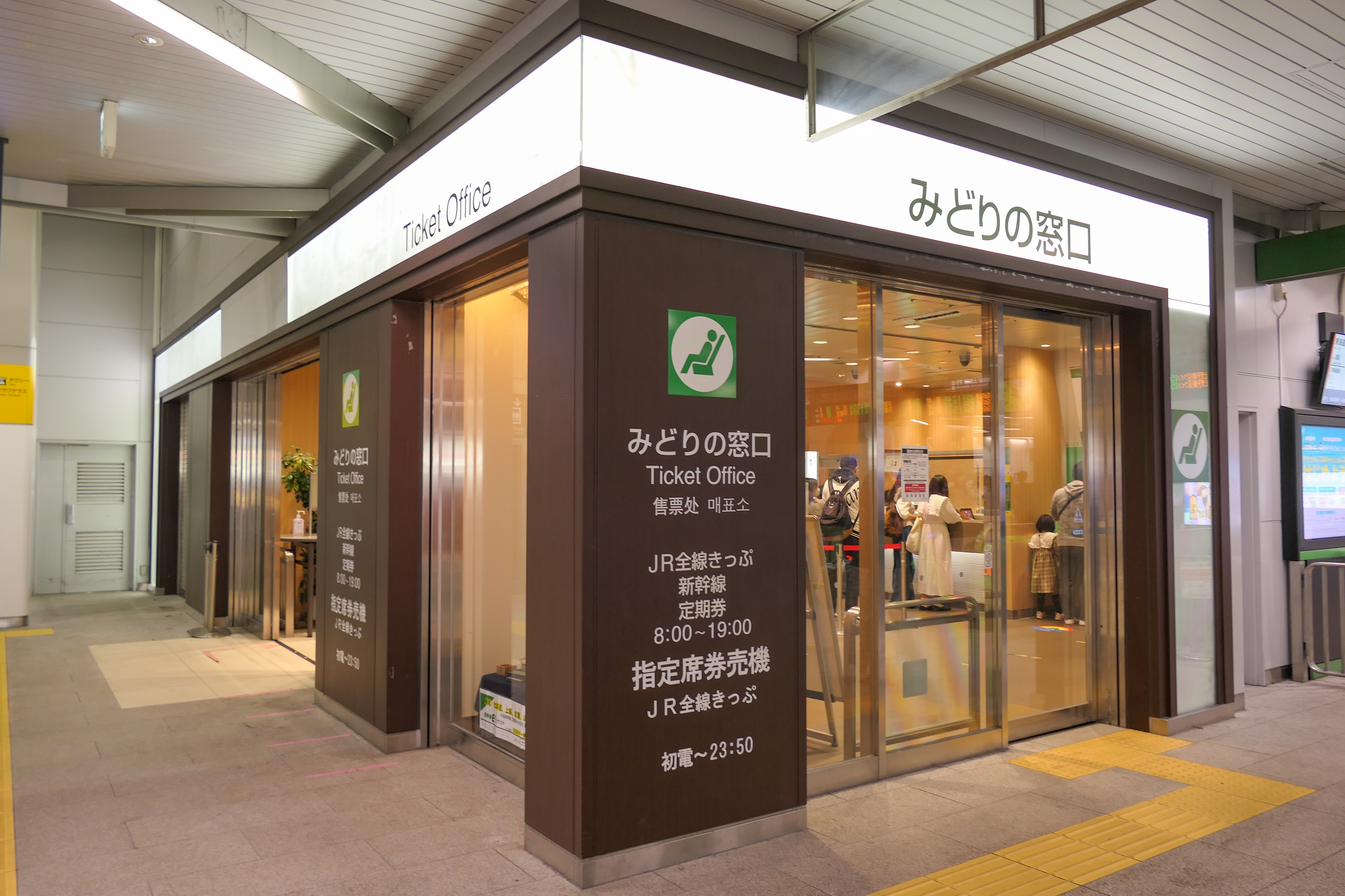
みどりの窓口（2022年11月）
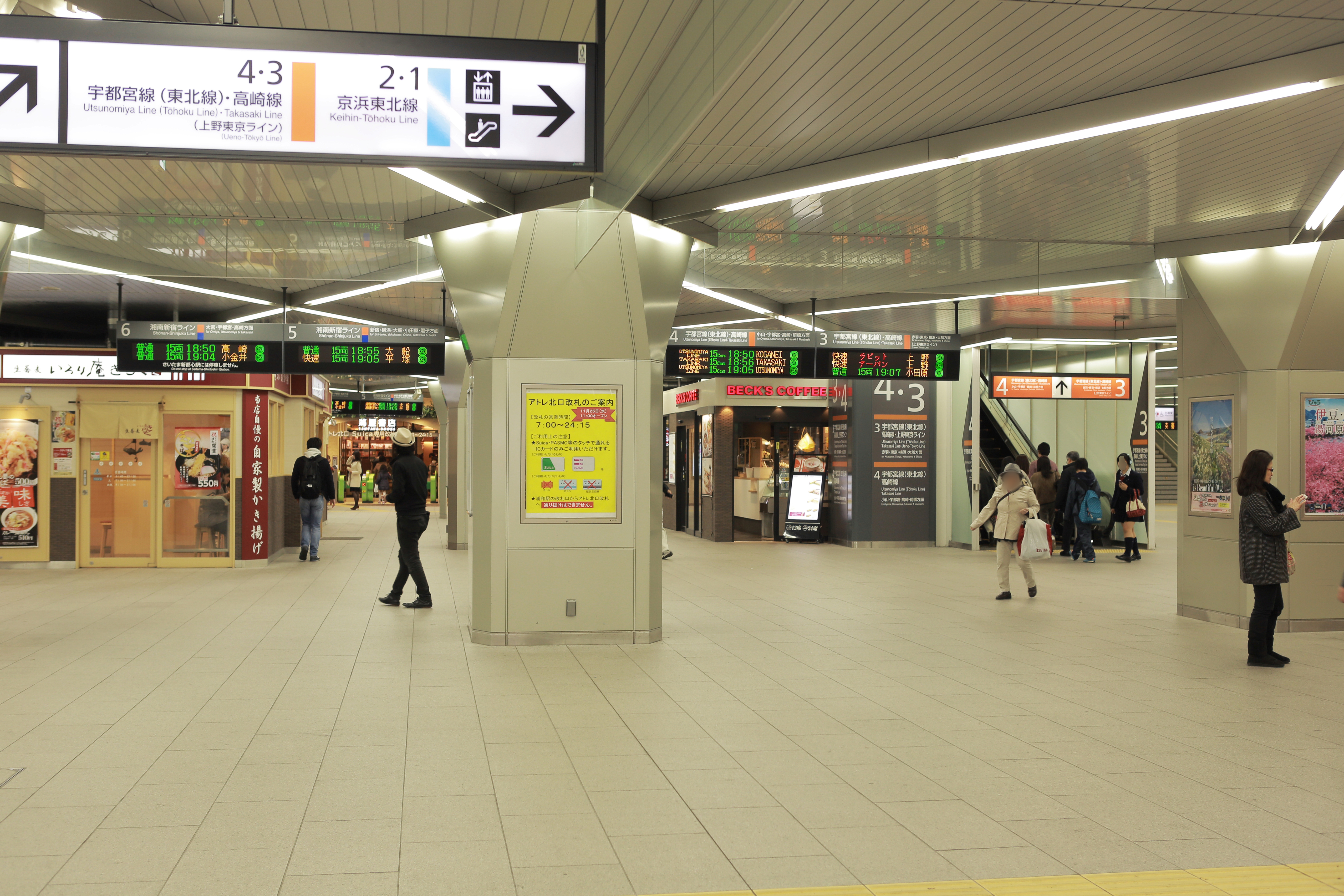
コンコース（2015年12月）
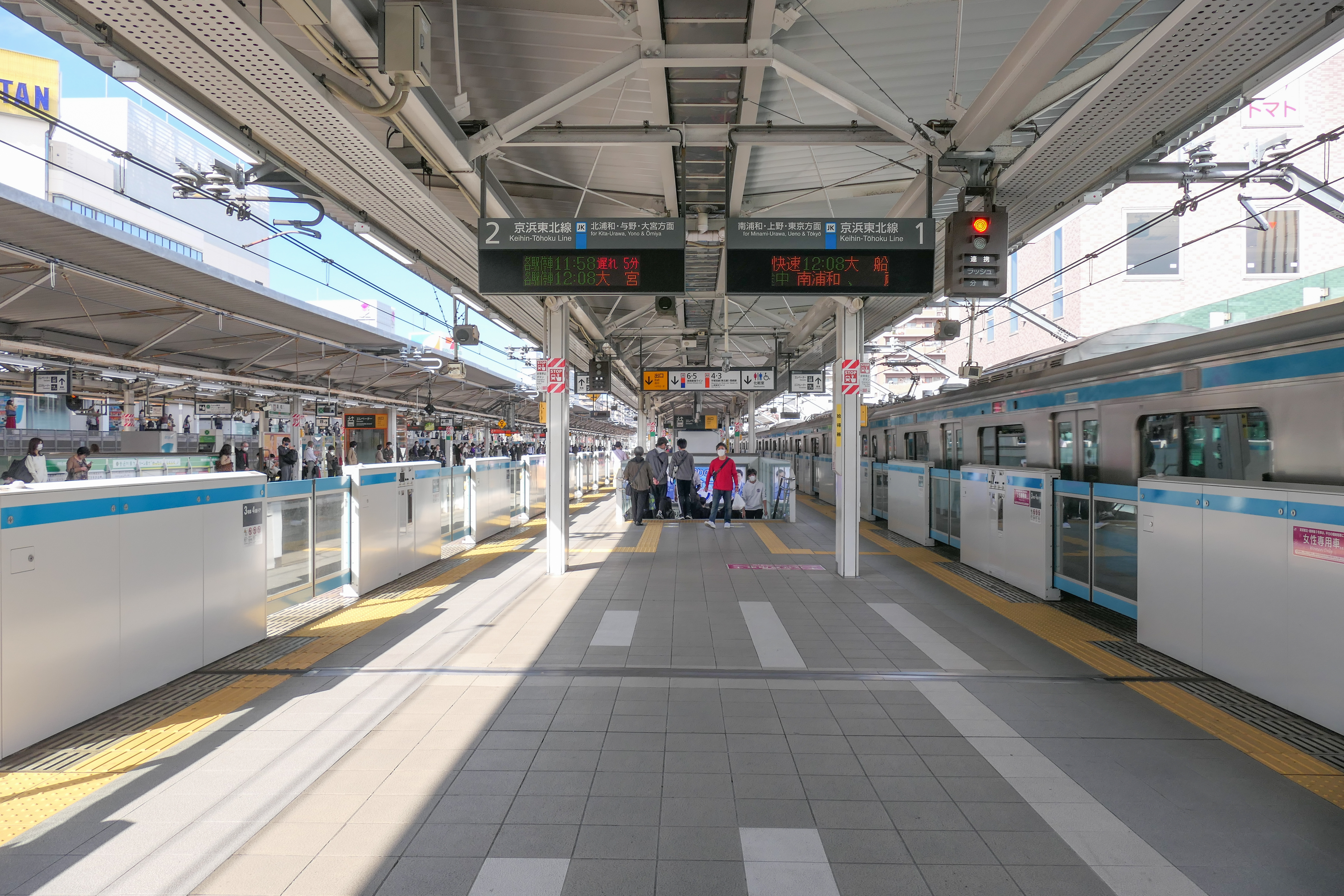
1・2番線（京浜東北線）ホーム（2022年11月）
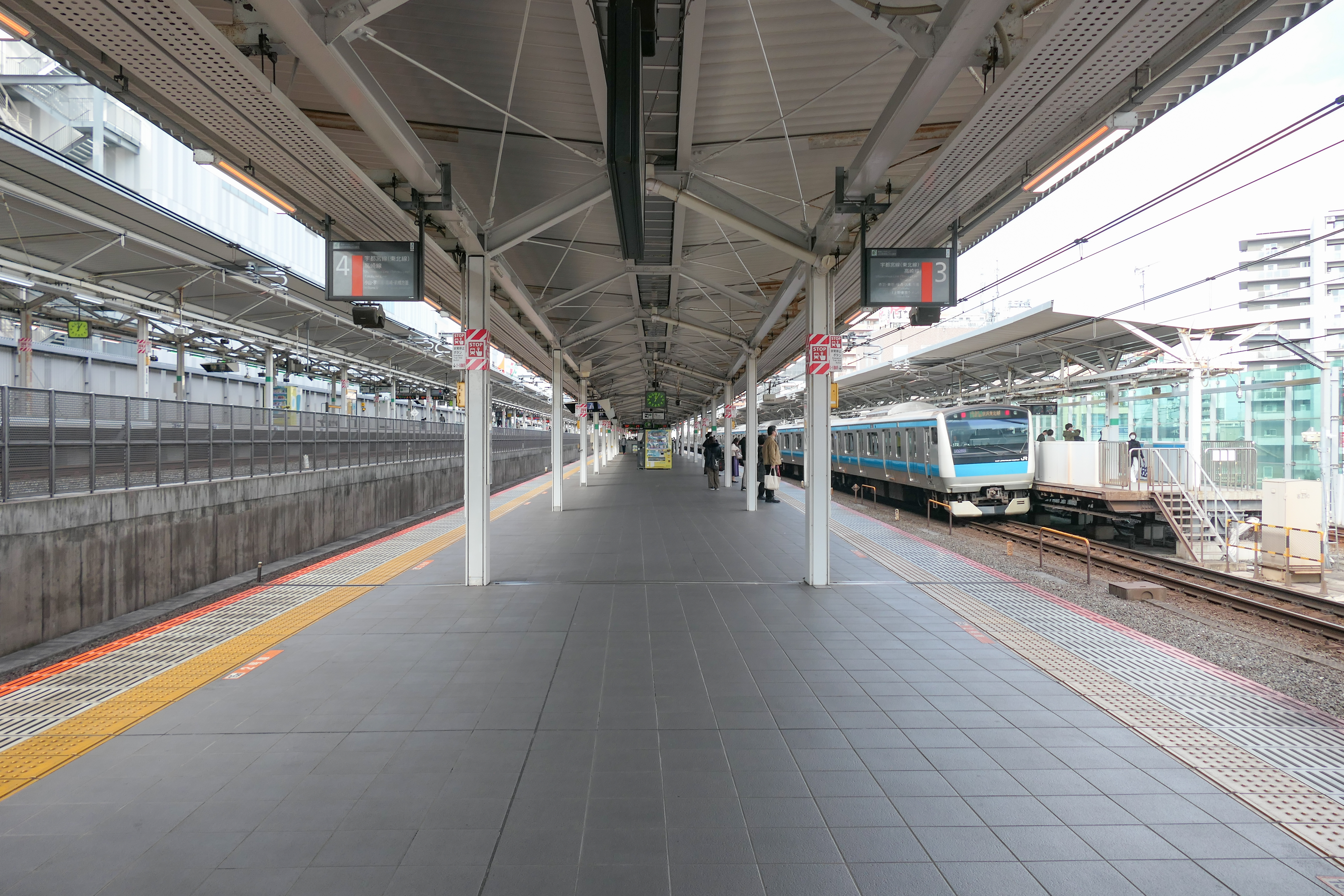
3・4番線（宇都宮線・高崎線）ホーム（2022年11月）
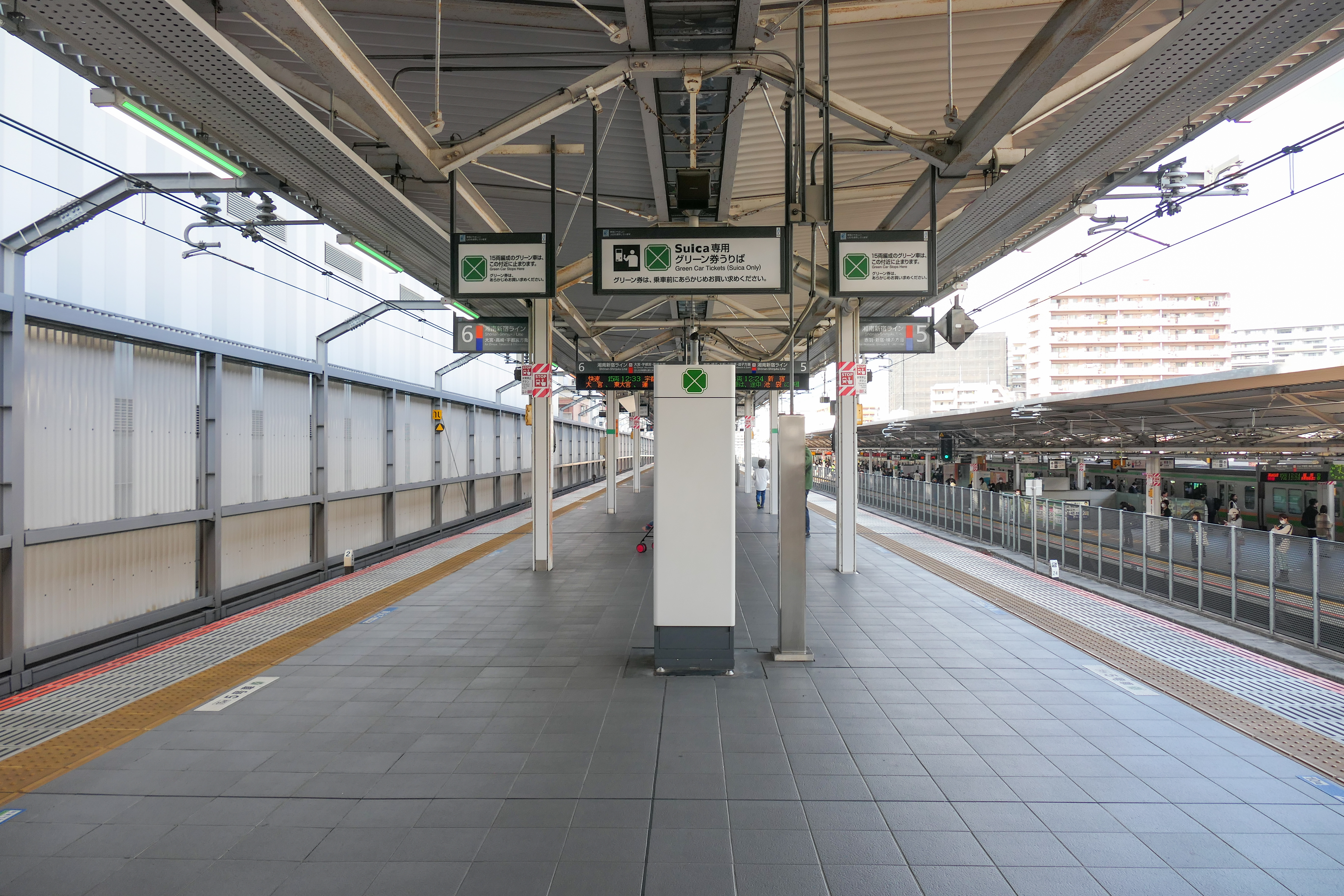
5・6番線（湘南新宿ライン）ホーム（2022年11月）
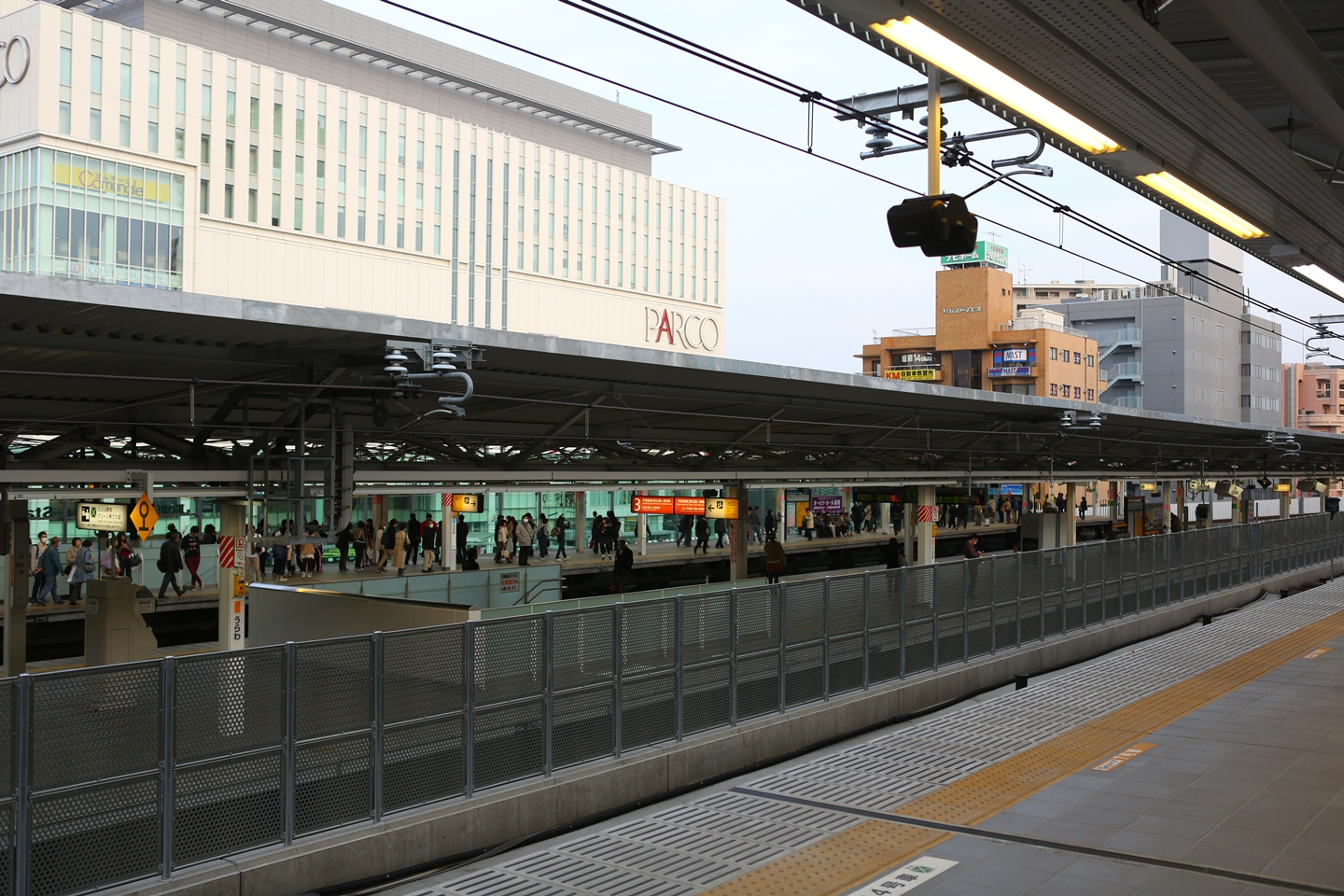
5・6番線は1 - 4番線より一段高くなっている（2013年3月）

### 発車メロディ
1・2番線はご当地メロディ、3・4番線は櫻井音楽工房製、5・6番線は東洋メディアリンクス製のメロディが使用されている。1・2番線のメロディは「アマリリス」など（1997年まで）→「JR-SH1-1」（1997 - 2003年）→（a）「希望のまち」（2003年 - 2007年）と変遷して現在に至っている。（a）のメロディは2013年3 - 5月に5番線でも使われた。3・4番線ホームは2001年1月まで「牧場の朝」「ふるさと」であった。
| 1 | Keep On Rising                  |
| 2 | 希望（ゆめ）のまち09            |
| 3 | JRE-IKST-021-02（首都圏3番）    |
| 4 | JRE-IKST-021-01（首都圏3-1番）  |
| 5 | JRE-IKST-018-02（首都圏19番）   |
| 6 | JRE-IKST-018-01（首都圏19-1番） |

## 駅ビル アトレ浦和
2013年3月の高架化工事終了後、商業拠点として充実をはかるために西口駅舎跡地に駅ビルを、高架化によって生まれた南北1.3km高架下の空間約2万1500平方メートルに商業施設などを整備することが決定した。高架下工事時の資材置き場・工事事務所を西口駅舎跡に確保し、高架下商業施設を2015年に先行開業させ、その3年後（2018年）に7階建て（西口の前の高さを1階とすると、6階建て）の駅ビル「JR浦和駅西口ビル」を完成させることとなった。
高架下商業施設は県内初進出の「アトレ浦和 South Area・North Area」として2015年11月25日に開業し、西口側にあった観光案内所や市民の窓口も移転した。このうち東西自由通路の南側の「South Area」はザ・ガーデン自由が丘や成城石井などの食料品店を中心とした店舗で構成され（25店舗）、浦和観光案内所が移転した。観光案内所はプロントとコラボした形態をとっている。また、駅舎北側の「North Area」にはSuica専用の「アトレ北口改札」が新設されて、駅と直結する。このエリアには飲食店やファミリーマートのほか、全国で5店舗目（県内初）となるカフェ併設型・コンシェルジュ付きの「浦和 蔦屋書店」がオープンし、店内にスターバックスが併設されている。また、浦和駅市民の窓口も移転し、認可保育園の「ココファン・ナーサリー浦和」も設置（2016年4月開園）されている。
この他、田島大牧線の南側に駐車場（47台）、南・北側に駐輪場（計532台）を整備している。オープンに先立つ11月18日からアトレクラブビューSuicaカード、アトレカード入会キャンペーンを開始し、開業と同時にアトレ浦和の情報誌「U La La -うらら-」が創刊した。2018年3月16日に駅ビル（1 - 4階はアトレ浦和の増床部「アトレ浦和 West Area」・5 - 7階はフィットネスクラブ「ジェクサー・フィットネス&スパ浦和」）が開業し、「アトレ浦和 West Area」には、埼玉りそな銀行の富裕層向け店舗「埼玉りそな銀行 プレミアサロンうらわ」、浦和レッズのオフィシャルショップ「浦和レッズ レッドボルテージ」などがオープンした。同時に伊勢丹浦和店方面への連絡地下道「浦和駅中ノ島地下通路」が整備された。
また、西口駅前には1階 - 4階に商業施設とさいたま市民会館うらわが入居する27階建ての再開発ビルの建設や、駅前広場の拡張を行う再開発事業「浦和駅西口南高砂地区第一種市街地再開発事業」も予定されており、商業施設の増加が期待されている。

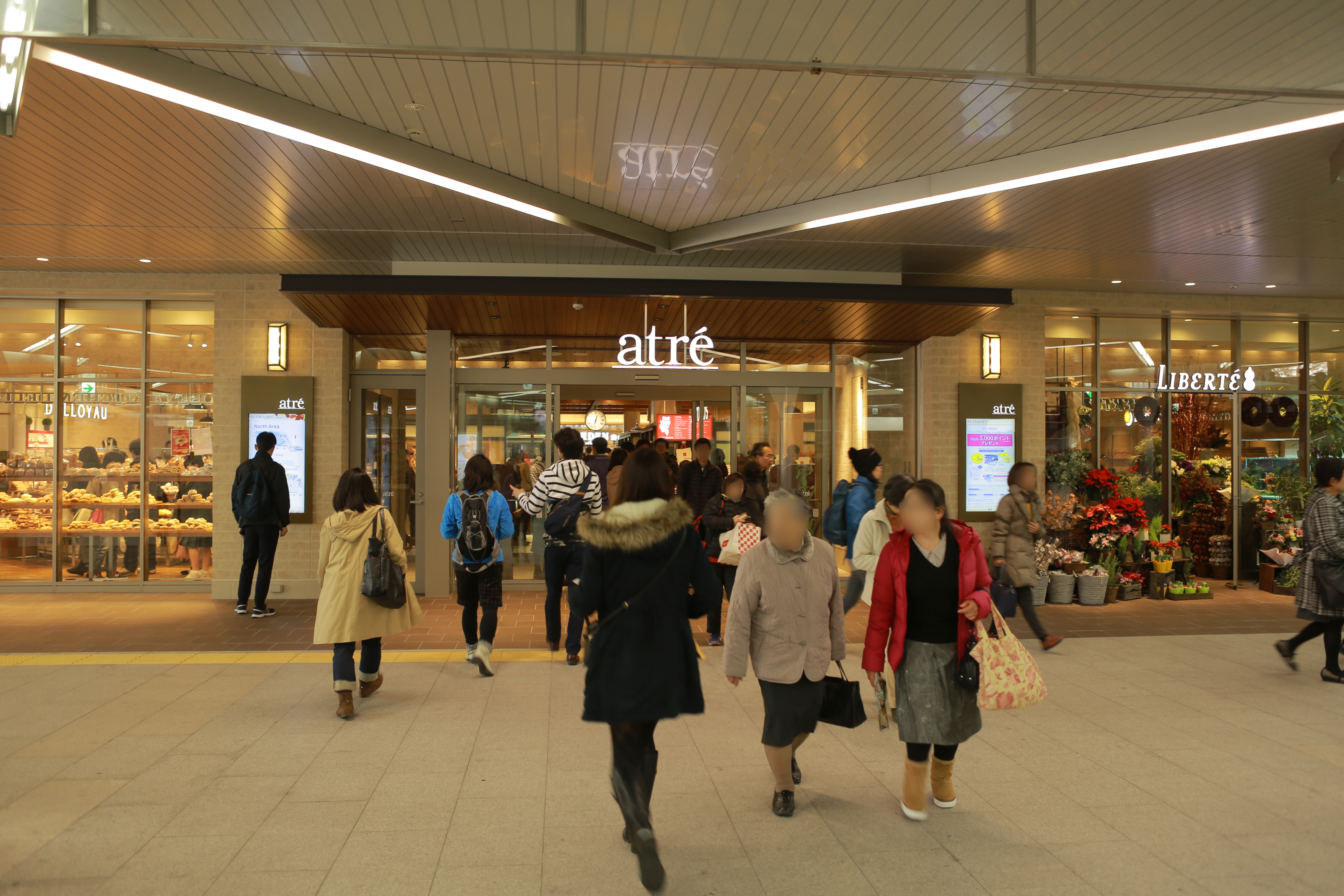
アトレ浦和（サウスエリア）（2015年12月）
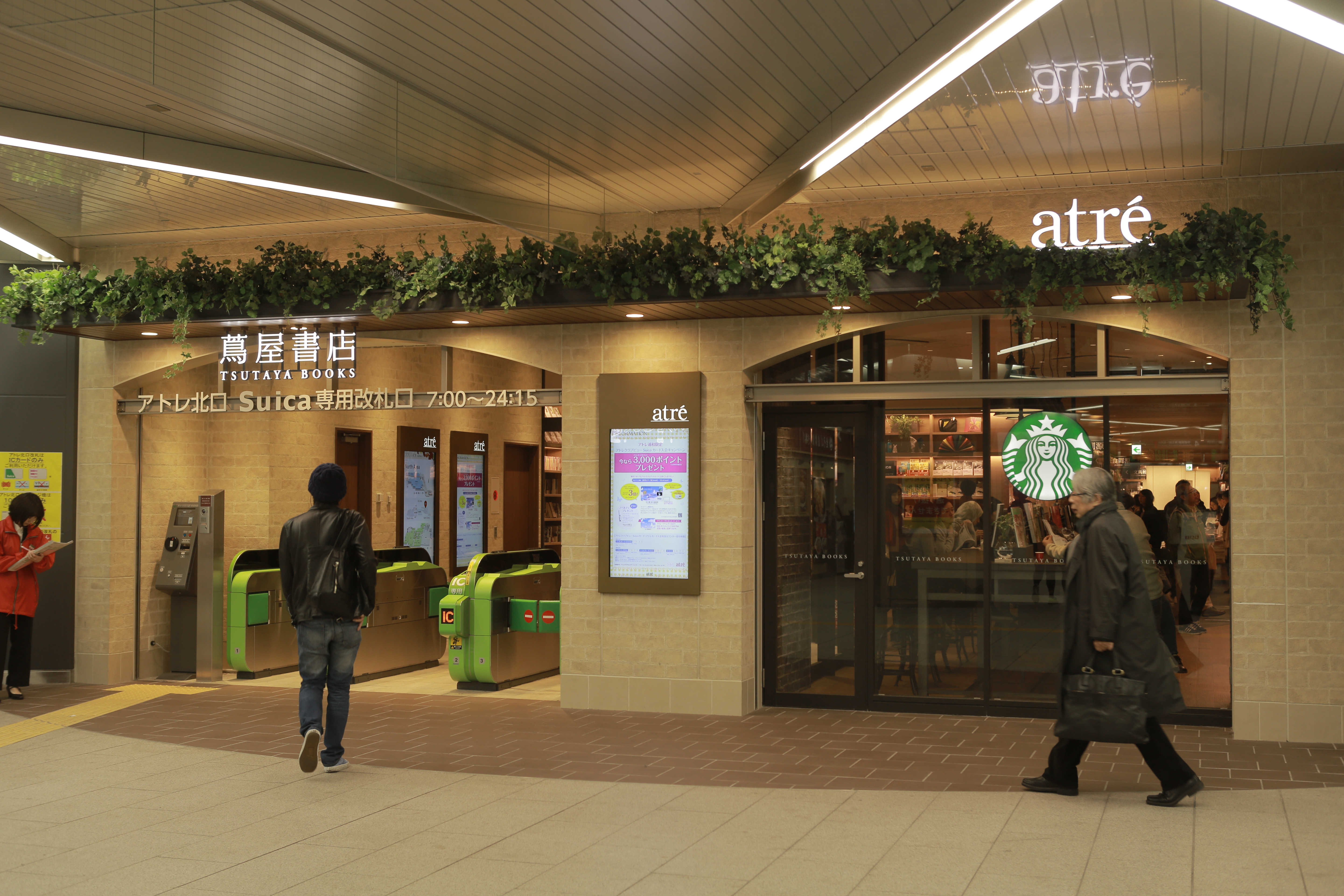
浦和駅アトレ北口（2015年12月）

## 利用状況
2023年度（令和5年度）の1日平均乗車人員は88,213人である。JR東日本の駅では大船駅に次いで第39位で、埼玉県内の駅では大宮駅に次ぐ2位、他社線への乗換駅でない駅（JR東日本の路線しか通っていない駅）としては赤羽駅に次いで第2位である。湘南新宿ラインの停車、上野東京ラインの開業の影響があり、2012年（平成24年）から2015年（平成27年）にかけて1万人近く増加した。浦和駅から2キロ圏内の市街地には北浦和駅、南浦和駅、武蔵浦和駅と乗車人員5万人ほどの駅が3つあり、利用客が分散している。
宇都宮線・高崎線の停車駅では、東京駅・大宮駅・上野駅に次ぐ第4位である。

### 年度別1日平均乗車人員（1981年 - 2000年）
1981年度（昭和56年度）以降の乗車人員の推移は下表のとおりである。年度全体の乗車人員を365（閏日が入る年度は366）で除して1日平均乗車人員を求めており、計算で生じた小数点以下の値は切り捨てているため、定期外と定期の和は必ずしも合計と一致しない。
| 年度               | 1日平均 乗車人員 | 出典    |
| ------------------ | ---------------- | ------- |
| 1981年（昭和56年） | 66,537           |         |
| 1982年（昭和57年） | 68,521           |         |
| 1983年（昭和58年） | 70,089           |         |
| 1984年（昭和59年） | 70,365           |         |
| 1985年（昭和60年） | 70,494           |         |
| 1986年（昭和61年） | 67,113           |         |
| 1987年（昭和62年） | 67,815           |         |
| 1988年（昭和63年） | 63,616           |         |
| 1989年（平成元年） | 70,101           |         |
| 1990年（平成02年） | 72,372           |         |
| 1991年（平成03年） | 74,102           |         |
| 1992年（平成04年） | 73,682           |         |
| 1993年（平成05年） | 74,879           |         |
| 1994年（平成06年） | 74,455           |         |
| 1995年（平成07年） | 74,509           |         |
| 1996年（平成08年） | 75,637           |         |
| 1997年（平成09年） | 74,967           |         |
| 1998年（平成10年） | 74,597           |         |
| 1999年（平成11年） | 74,159           | [ * 1 ] |
| 2000年（平成12年） | 73,995           | [ * 2 ] |

### 年度別1日平均乗車人員（2001年以降）
| 年度               | 1日平均乗車人員 | 1日平均乗車人員 | 1日平均乗車人員 | 出典     |
| 年度               | 定期外          | 定期            | 合計            | 出典     |
| ------------------ | --------------- | --------------- | --------------- | -------- |
| 2001年（平成13年） |                 |                 | 73,676          | [ * 3 ]  |
| 2002年（平成14年） |                 |                 | 74,070          | [ * 4 ]  |
| 2003年（平成15年） |                 |                 | 74,293          | [ * 5 ]  |
| 2004年（平成16年） |                 |                 | 73,747          | [ * 6 ]  |
| 2005年（平成17年） |                 |                 | 73,633          | [ * 7 ]  |
| 2006年（平成18年） |                 |                 | 75,193          | [ * 8 ]  |
| 2007年（平成19年） |                 |                 | 78,708          | [ * 9 ]  |
| 2008年（平成20年） |                 |                 | 79,791          | [ * 10 ] |
| 2009年（平成21年） |                 |                 | 79,376          | [ * 11 ] |
| 2010年（平成22年） |                 |                 | 79,113          | [ * 12 ] |
| 2011年（平成23年） |                 |                 | 78,807          | [ * 13 ] |
| 2012年（平成24年） | 27,715          | 52,554          | 80,269          | [ * 14 ] |
| 2013年（平成25年） | 29,125          | 55,104          | 84,230          | [ * 15 ] |
| 2014年（平成26年） | 29,683          | 55,042          | 84,725          | [ * 16 ] |
| 2015年（平成27年） | 30,715          | 56,934          | 87,650          | [ * 17 ] |
| 2016年（平成28年） | 31,286          | 58,676          | 89,963          | [ * 18 ] |
| 2017年（平成29年） | 32,420          | 60,315          | 92,735          | [ * 19 ] |
| 2018年（平成30年） | 33,079          | 61,984          | 95,064          | [ * 20 ] |
| 2019年（令和元年） | 32,091          | 63,774          | 95,865          | [ * 21 ] |
| 2020年（令和02年） | 21,092          | 52,960          | 74,053          | [ * 22 ] |
| 2021年（令和03年） | 25,446          | 52,223          | 77,670          |          |
| 2022年（令和04年） | 29,985          | 54,131          | 84,116          |          |
| 2023年（令和05年） | 32,134          | 56,079          | 88,213          |          |

備考
1. ↑  1985年9月30日に埼京線が開業。
2. ↑  2013年3月16日のダイヤ改正で湘南新宿ラインの停車駅となる。
3. ↑  2015年3月14日のダイヤ改正で上野東京ラインが開業。

## 駅周辺

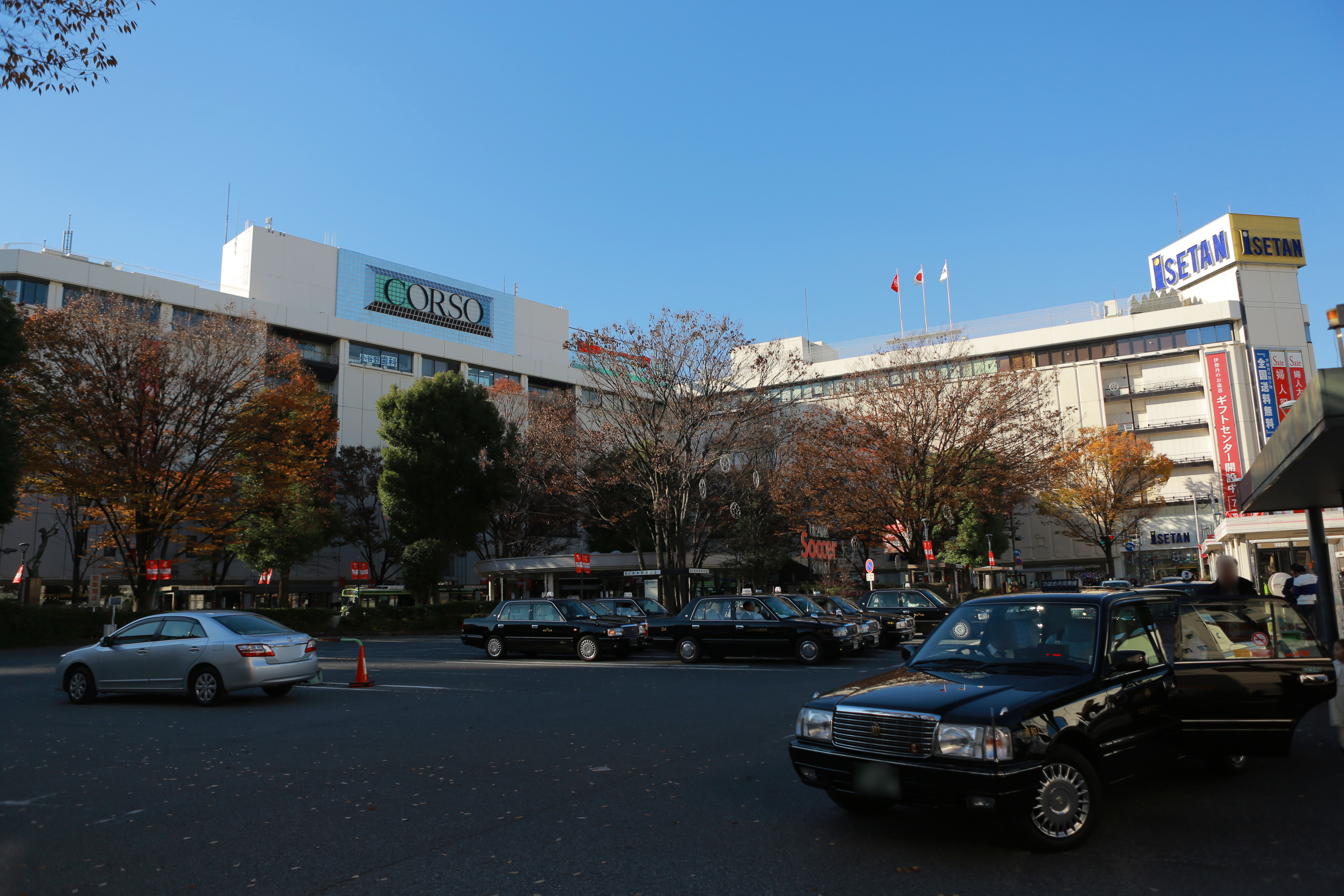
浦和駅西口駅前広場（2015年12月）

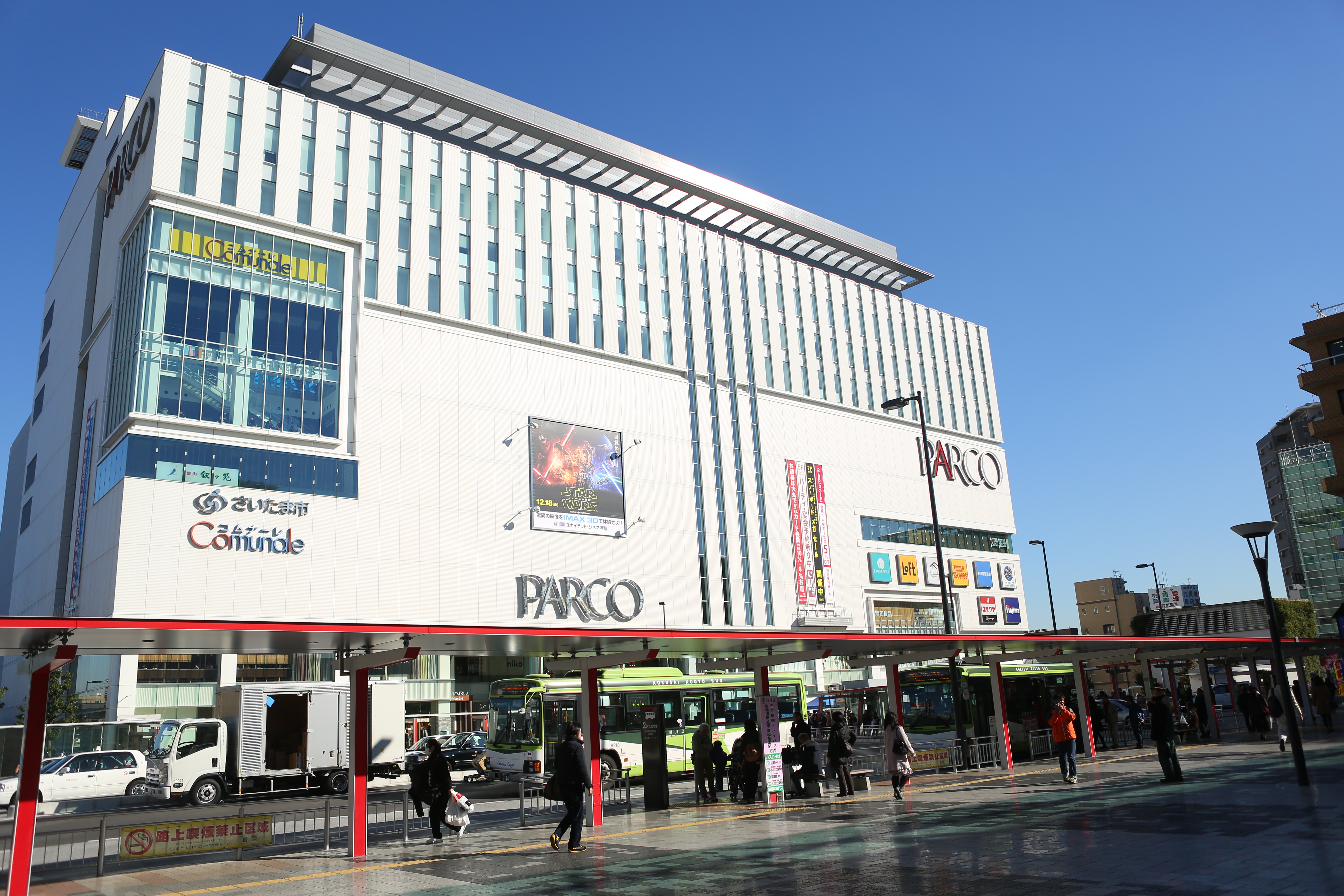
浦和駅東口駅前広場（2015年12月）

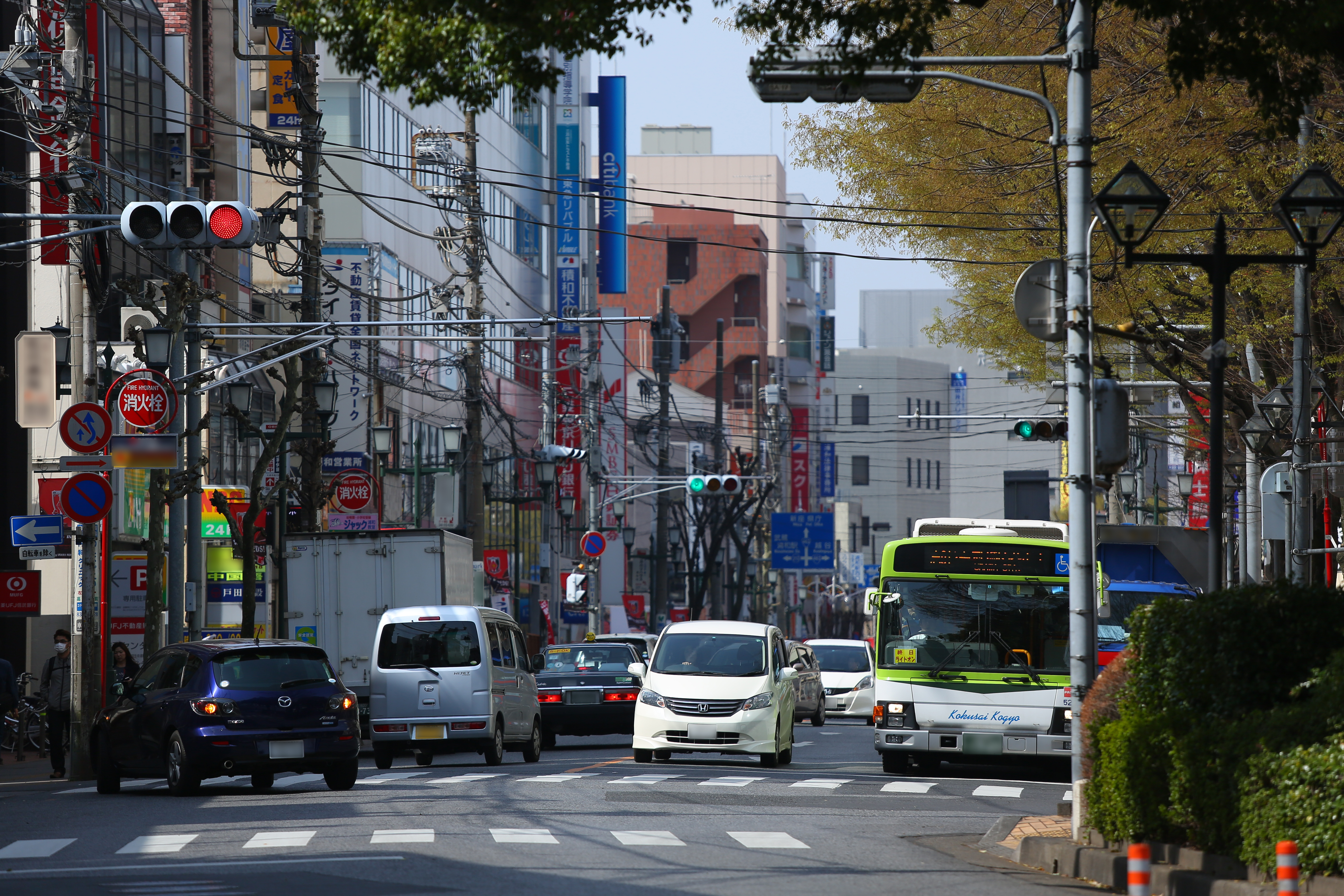
西口の県庁通り（2013年3月）

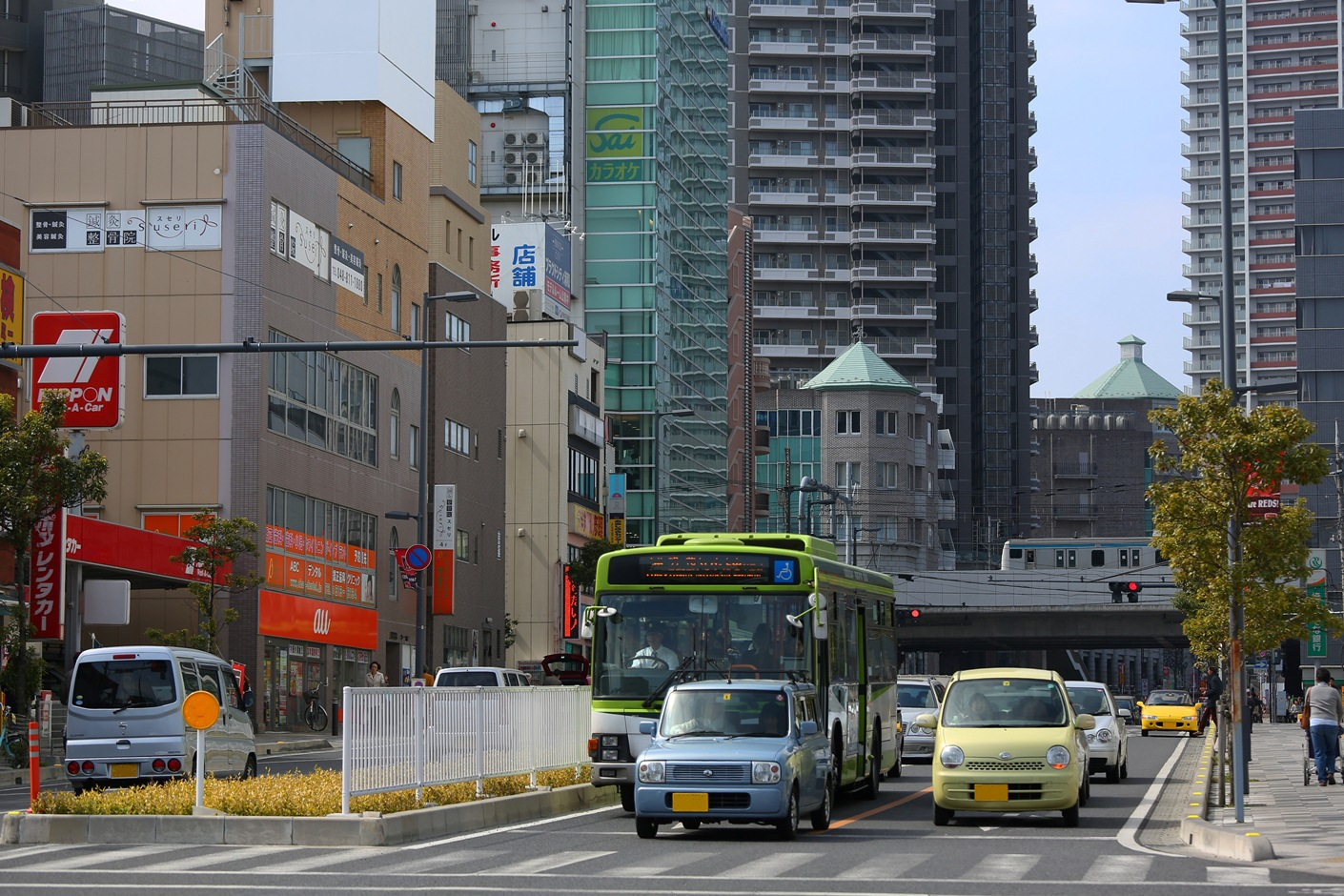
東口の田島大牧線（2013年3月）

当駅周辺でも、特に駅西側は埼玉県やさいたま市の行政機関、主要政党の埼玉県支部、裁判所などが集まる埼玉県政、さいたま市政の中枢である。また、そのような中で駅から徒歩圏内に「狛ウサギ」で有名な調神社や、枝垂桜で有名な玉蔵院などの古社寺が点在する。また、旧中山道沿いに駅から少し離れると老舗の菓子屋などの店舗も残り、近世以来の宿場町の名残りを今に伝えている。
西口側では1963年8月に浦和都市計画街路が決定した後、1967年に駅前の再開発事業に着手した。1981年3月に繁華街の再開発が完成して、伊勢丹浦和店、浦和コルソといった大型商業施設が同年に開店したほか、浦和駅西口バスターミナル、旧浦和駅前停車場線を整備したさくら草通り、旧中山道、玉蔵院通り周辺などが整備されている。なお、この頃の再開発は、例えばさくら草通りは自動車も通行する道路から歩行者専用道路になるなど、道路を歩くことの楽しさにも配慮していた。
その後1990年代末期には旧中山道と市役所通の交差点に当たる旧浦和宿本陣近く、浦和市役所旧庁舎跡地に浦和駅周辺では初の超高層ビルとなる浦和センチュリーシティ（浦和ロイヤルパインズホテルなどが入居）が完成した。
そして、2000年代に入ってからは東口でも再開発工事が進められ、浦和パルコ、ヤオコー、ユナイテッド・シネマ（シネマコンプレックス）などの商業施設と、さいたま市立中央図書館、COMUNALE、地下公共駐車場などの公共施設が入居する複合型再開発ビル「ストリームビル」が開業し、駅前交通広場も整備された。西口南地区では、既に駅南側を横断する田島大牧線より南側の開発が終了している。また、同道路よりも北側の駅前一等地についても2026年（令和8年）完成予定として駅前広場の拡張や西口のシンボルとなるような公共施設を中心に、オフィス・商業施設も取り入れた27階建ての超高層マンションが計画されている。
なお、2008年5月には旧浦和市の伝統産業であり、大宮の盆栽や岩槻の人形とともに、さいたま市の伝統産業に指定されている浦和のうなぎを記念して、漫画家のやなせたかしのデザインによる浦和うなこちゃん像が駅西口に設置された。2016年6月下旬からは中ノ島地下通路の建設工事（後述）のためコルソ・伊勢丹前バス降り場付近に仮移設されている。
また、2007年に制定された「さいたま市路上喫煙及び空き缶等のポイ捨ての防止に関する条例（→路上喫煙禁止条例）」により、周辺では西側の旧中山道から東側の高砂仲町線までの区域で喫煙所以外での路上喫煙や空き缶などの投げ捨てが取り締まり対象となっている。
駅西口の台地上には、まず南北に走る旧中山道やこれを東西に横切る県庁通を軸とする商業地区が広がり、その西側、谷を挟んだ反対側の丘（鹿島台）の上に埼玉県庁や埼玉県警察本部などの県の行政施設、さいたま地方裁判所やさいたま地方検察庁などの国の行政施設が集中している。その西の縁を国道17号線が走っており、沿道を中心にさいたま市役所、さいたま商工会議所、各種メディアの支局などが集まっている。国道17号を北に進むと市役所の北に埼玉りそな銀行本店（旧：埼玉銀行本店）が立地している。その北側には埼玉大学旧キャンパス跡地を利用した北浦和公園が現れ、北浦和駅周辺の商業地区へとつながる。
これら駅西口の行政・商業機能の集積地を古くからの閑静な住宅街が取り囲み、首都圏でも有数の高級住宅街として知られ、駅周辺では文教都市を売りにしたマンション建設も相次いでいる。それらは14階建てから20階建てと比較的高層なものが多く、環境の変化に反対する運動もみられる。特に岸町は、近年低層住宅地から高層マンション街へと急速に変貌した。さらに南西に離れると、住宅地は丘を降りるとともに徐々に新しい住宅街へと移りつつ、別所沼や白幡沼などかつての浦和の姿を今に伝える湖沼を利用した公園が現れ、埼京線や武蔵野線の沿線にも落ち着いた住宅地が広がる。2018年にはスーモの「関東版住みたい街ランキング」において10位にランクインした。

### 西口

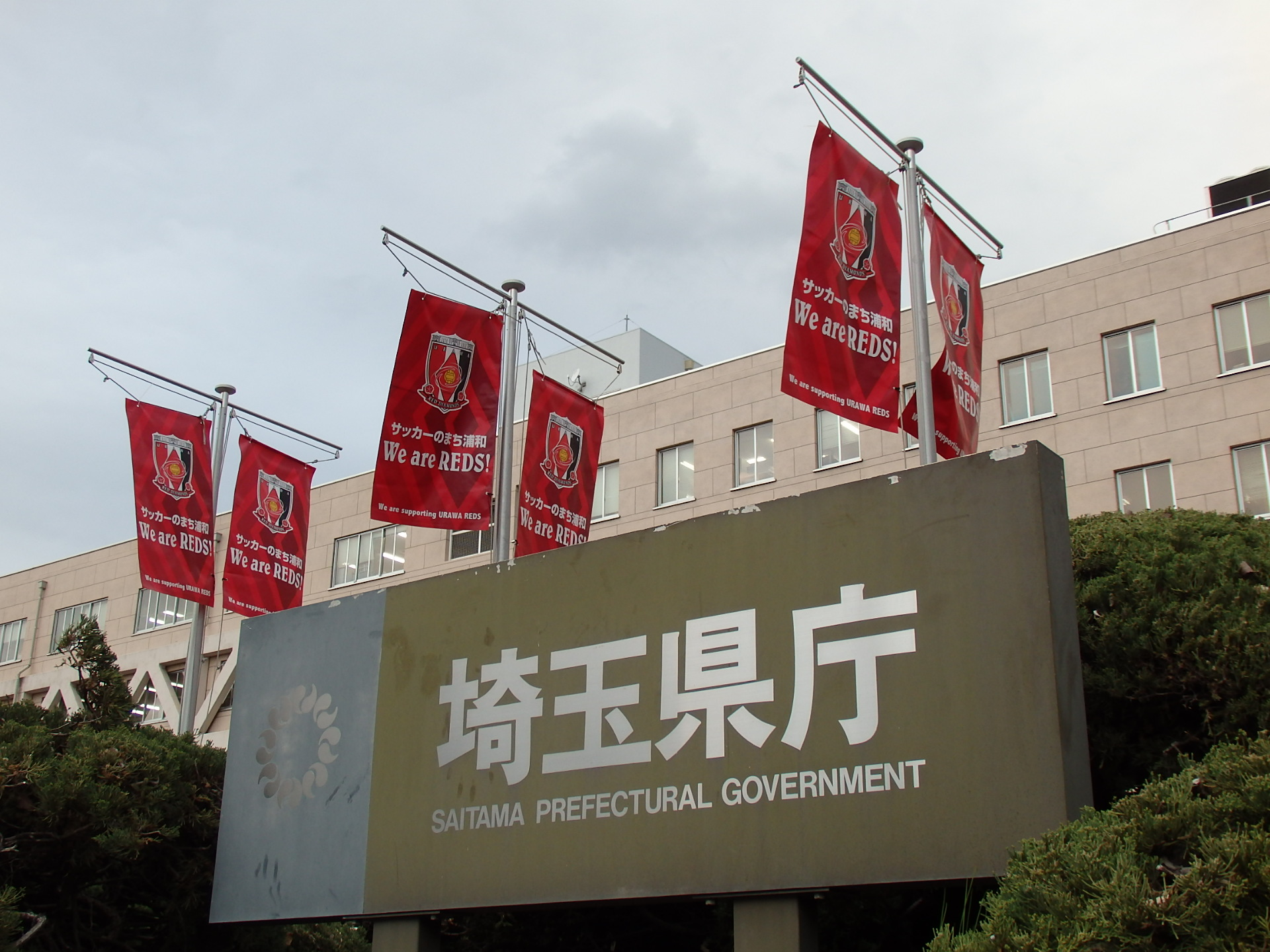
埼玉県庁（2015年3月）

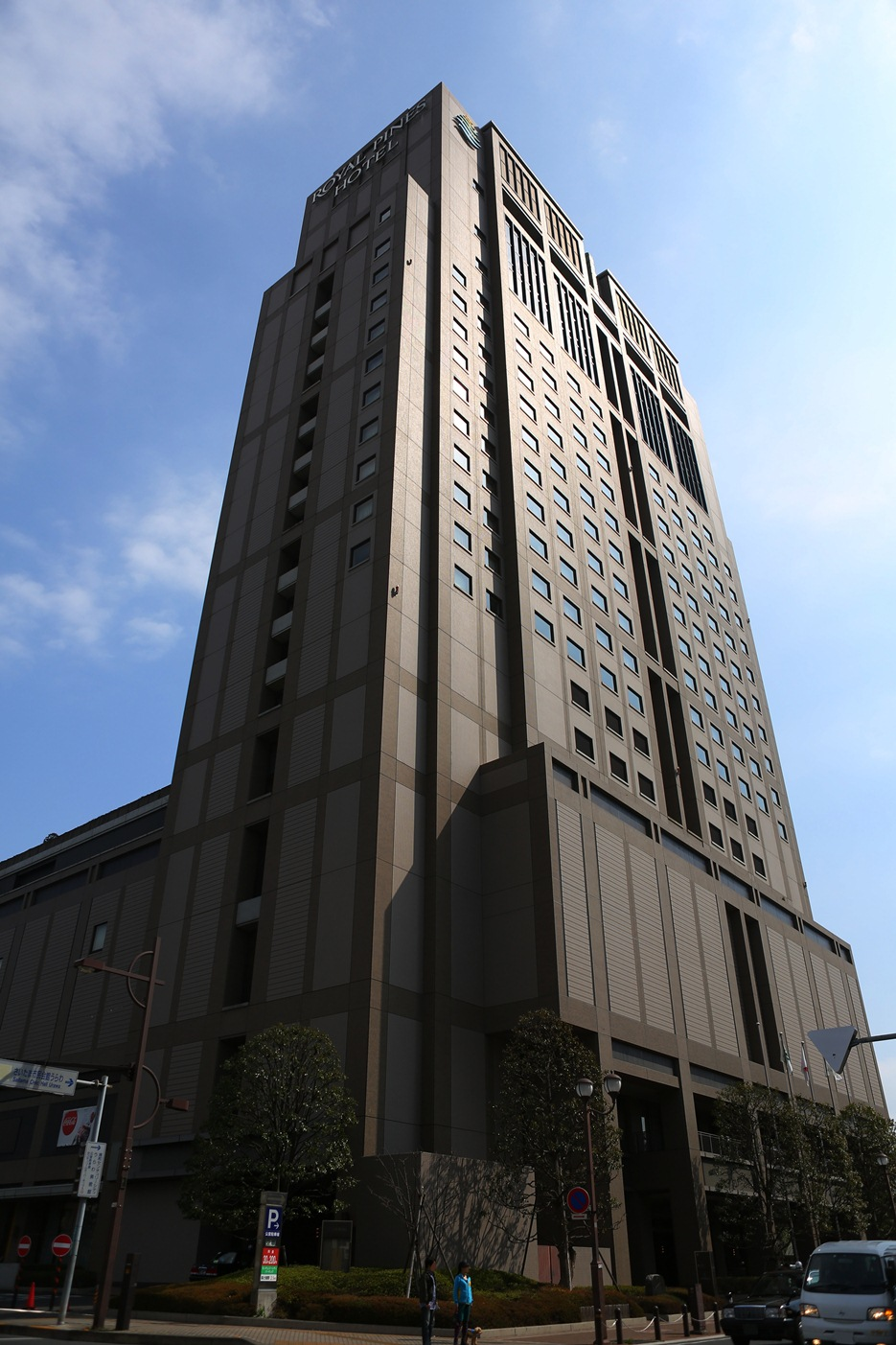
浦和センチュリーシティ

高砂や仲町、常盤、岸町も参照。

#### 官公庁
- 埼玉県庁
  - 埼玉県警察本部
  - 埼玉県庁内郵便局
- さいたま法務総合庁舎（法務省・裁判所）
  - さいたま地方裁判所・さいたま家庭裁判所・さいたま簡易裁判所
  - さいたま地方検察庁・さいたま区検察庁
- さいたま拘置支所・さいたま少年鑑別所
- 埼玉県危機管理防災センター
- 埼玉県教育委員会
- 埼玉県選挙管理委員会
- 埼玉県公安委員会
- 埼玉県企業局
- 埼玉県知事公館
- 埼玉会館
- 埼玉県立文書館（埼玉県立熊谷図書館 浦和分室を併設）
- 埼玉県浦和警察署
- 浦和地方合同庁舎
  - 自衛隊埼玉地方協力本部
- 浦和公証センター
- 法務省さいたま公安調査事務所
- 財務省東京税関埼玉方面事務所
- 厚生労働省関東信越厚生局指導監査課（朝日生命浦和ビル）
- 農林水産省関東農政局さいたま庁舎
- 警察庁関東管区警察局埼玉県情報通信部
- さいたま市役所
  - さいたま市浦和区役所
  - さいたま市教育委員会
- さいたま市消防局
- さいたま市危機管理センター
- さいたま市水道局南部営業所
- さいたま市立教育研究所

#### その他
商業・ホテル
- 伊勢丹浦和店 - 2021年時点で埼玉県内の百貨店で第1位[新聞 9]、そして「伊勢丹」としては本店に次ぐ2位の売上高である[新聞 10]。
- 浦和コルソ - 浦和西口再開発により開業した複合商業施設で、伊勢丹と連絡している。市街地を駅の東西で分断しない目的で、伊勢丹との間および浦和駅側とさくら草通りの間の1階に通路があり、深夜を除き、自由に往来できる。
  - 伊勢丹前には、Jリーグ・浦和レッズの歴代監督・選手のフットレリーフや獲得タイトルの記念プレートなどが設置されている。
- 浦和センチュリーシティ・ロイヤルパインズホテル浦和
  - うらわ美術館
- イトーヨーカドー 浦和店
  - ダイソー イトーヨーカドー浦和店
- ダイソー 浦和店
- JR東日本ホテルメッツ浦和
- 浦和ワシントンホテル
- レッドボルテージ（浦和レッズオフィシャルショップ）
- 須原屋書店 本店
- 浦和うなこちゃん石像

マスメディア
- NHKさいたま放送局
- テレビ埼玉
- CityFMさいたま（REDS WAVE）
- テレビ朝日さいたま支局
- 朝日新聞社さいたま支局
- 読売新聞社さいたま支局
- 日本経済新聞社さいたま支局
- 東京新聞社さいたま支局
- 毎日新聞社さいたま支局
- 産経新聞社さいたま総局
- 日本工業新聞社さいたま支局
- 日刊工業新聞社さいたま支局
- 時事通信社さいたま支局
- 共同通信社さいたま支局

政党支部
- 自由民主党埼玉県支部連合会
- 国民民主党埼玉県総支部連合会
- 社会民主党埼玉県連合
- 公明党埼玉県本部

郵便・金融
- 浦和中郵便局
  - ゆうちょ銀行浦和店
- 埼玉りそな銀行本店
- 埼玉りそな銀行 浦和中央支店 - 埼玉銀行時代には本店（1977年4月まで）だった。
- 三井住友銀行 浦和支店
- 三菱UFJ銀行 浦和支店
- みずほ銀行 浦和支店
- 三菱UFJ信託銀行浦和支店
- 三井住友信託銀行浦和支店
- みずほ信託銀行浦和支店
- 群馬銀行 浦和支店
- 足利銀行 浦和支店
- 東和銀行 浦和支店
- SMBC信託銀行浦和支店
- 武蔵野銀行 県庁前支店
- 東京スター銀行 浦和支店
- 中央労働金庫 さいたま支店
- 商工組合中央金庫 さいたま支店
- 日本政策金融公庫浦和支店
- 埼玉縣信用金庫浦和支店
- あすか信用組合浦和支店
- 野村証券浦和支店
- SMBC日興証券浦和支店
- 大和証券浦和支店
- みずほ証券浦和支店
- むさし証券浦和支店

公共施設・タワー
- 埼玉県県民健康センター
- さいたま市民会館うらわ
- エイペックスタワー浦和
- コスタ・タワー浦和
- シティハウス浦和高砂
- パークホームズ浦和仲町
- さいたま商工会議所
- 埼玉県交通会館
- 埼玉県住宅供給公社
- 日本赤十字社埼玉県支部
- さいたま住宅検査センター
- 明治安田生命浦和ビル
- 戸田建設関東支店

道路
- 国道463号（旧中山道・県庁通など）
- 国道17号（中山道）
- さくら草通り
- 裏門通り

寺社・学校・公園
- 調神社
- 玉蔵院
- 埼玉県立浦和第一女子高等学校
- 埼玉大学教育学部附属中学校
- 埼玉大学教育学部附属小学校
- 埼玉大学教育学部附属幼稚園
- さいたま市立高砂小学校
- さいたま市立白幡中学校
- さいたま市立岸町小学校
- さいたま市立浦和別所小学校
- さいたま市立浦和中央保育園
- 浦和中央公園
- 常盤公園
- 仲町公園（浦和宿本陣跡）

#### 浦和駅西口地下道・浦和駅中ノ島地下通路（URAWA SOCCER STREET）
浦和駅西口地下道は、浦和駅西口の前から浦和駅西口バスターミナル（通称・中ノ島）と、浦和コルソ・伊勢丹浦和店地下1階と結ぶ地下道である。また、コルソ・伊勢丹地下1階出入り口手前にも、地上へ行く階段とエレベーターが設置されている。中ノ島地下通路の整備に併せて、コルソ・伊勢丹地下1階出入り口のバリアフリー対応工事を行っている。
西口から中ノ島までの横断歩道は設置されていないため、ロータリーを直接横断する利用者が多い。そのために、地下道の利用を促す看板が設置されている。2016年1月に、東西自由通路と西口地下道を直通する地下通路「浦和駅中ノ島地下通路」の建設が開始され、2018年3月16日に開通した。この地下通路は、浦和レッズとの連携により整備され、デジタルサイネージなどを設置し、埼玉サッカー100年の歴史や、サッカーのまち浦和を演出する空間となることを願い、愛称をURAWA SOCCER STREETとした。

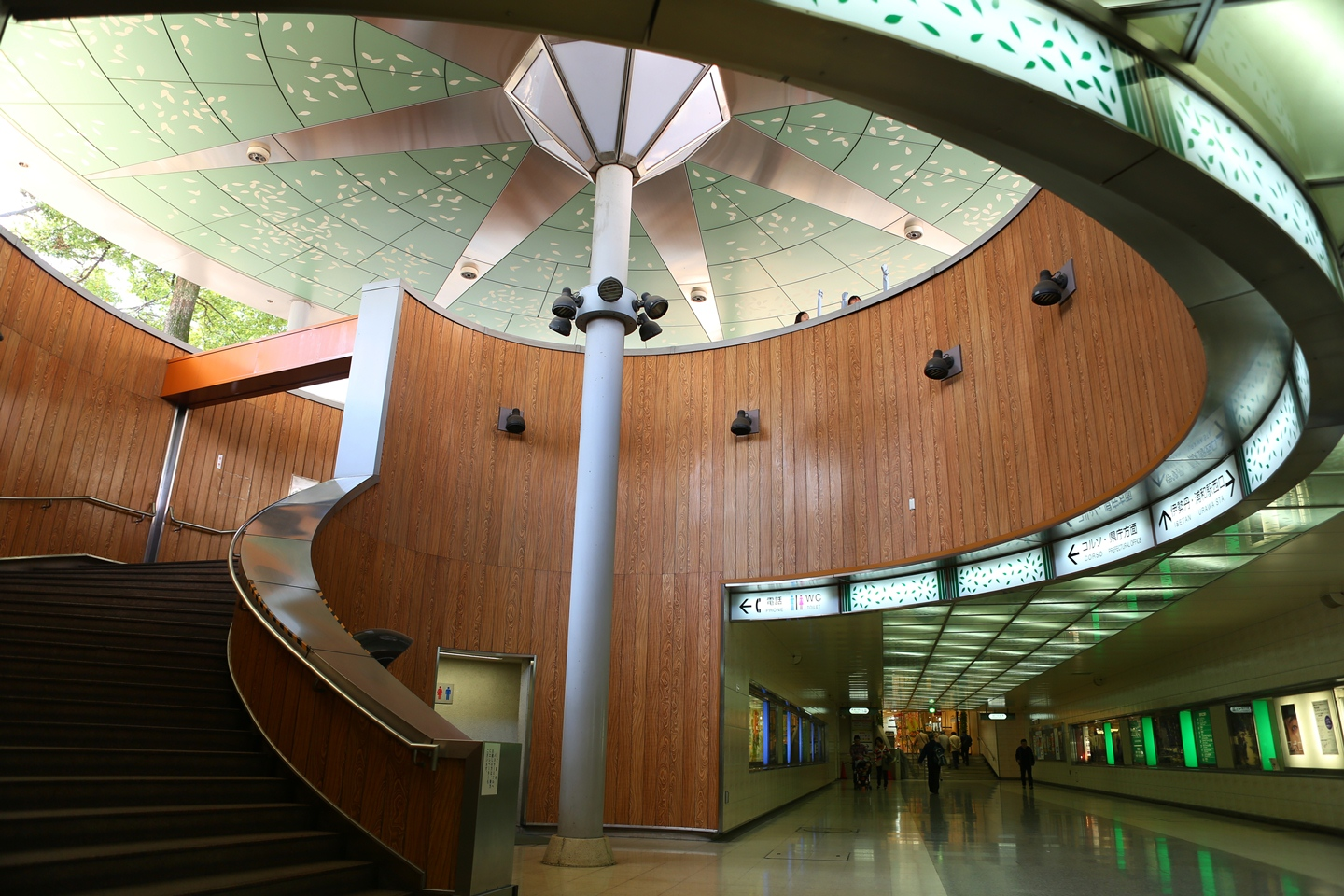
浦和駅西口地下道（2013年03月）
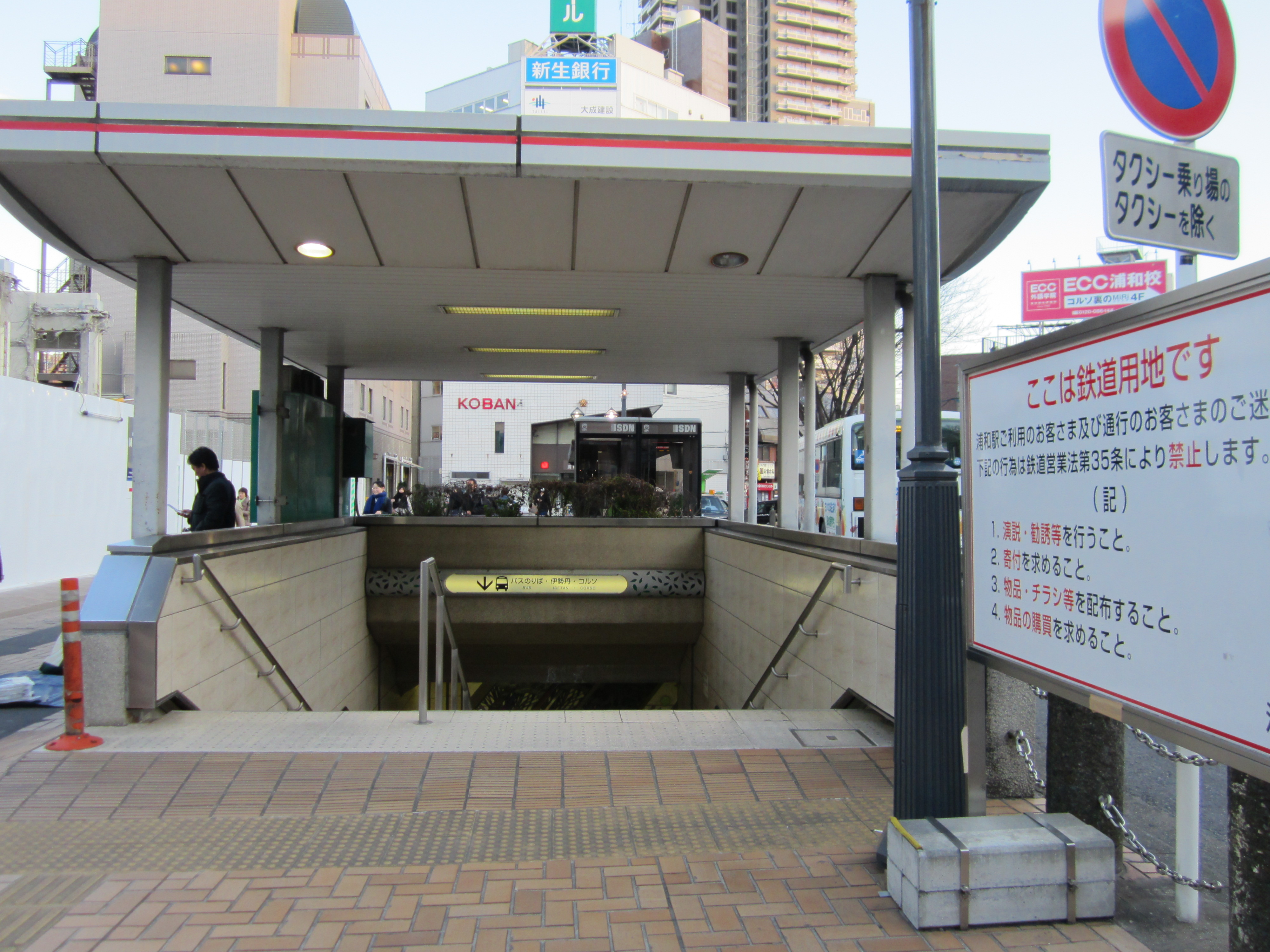
地下道南入口（2012年03月・この入口は中ノ島地下通路の整備によって廃止され、2018年03月にエレベーターの入口に変更された）

### 東口

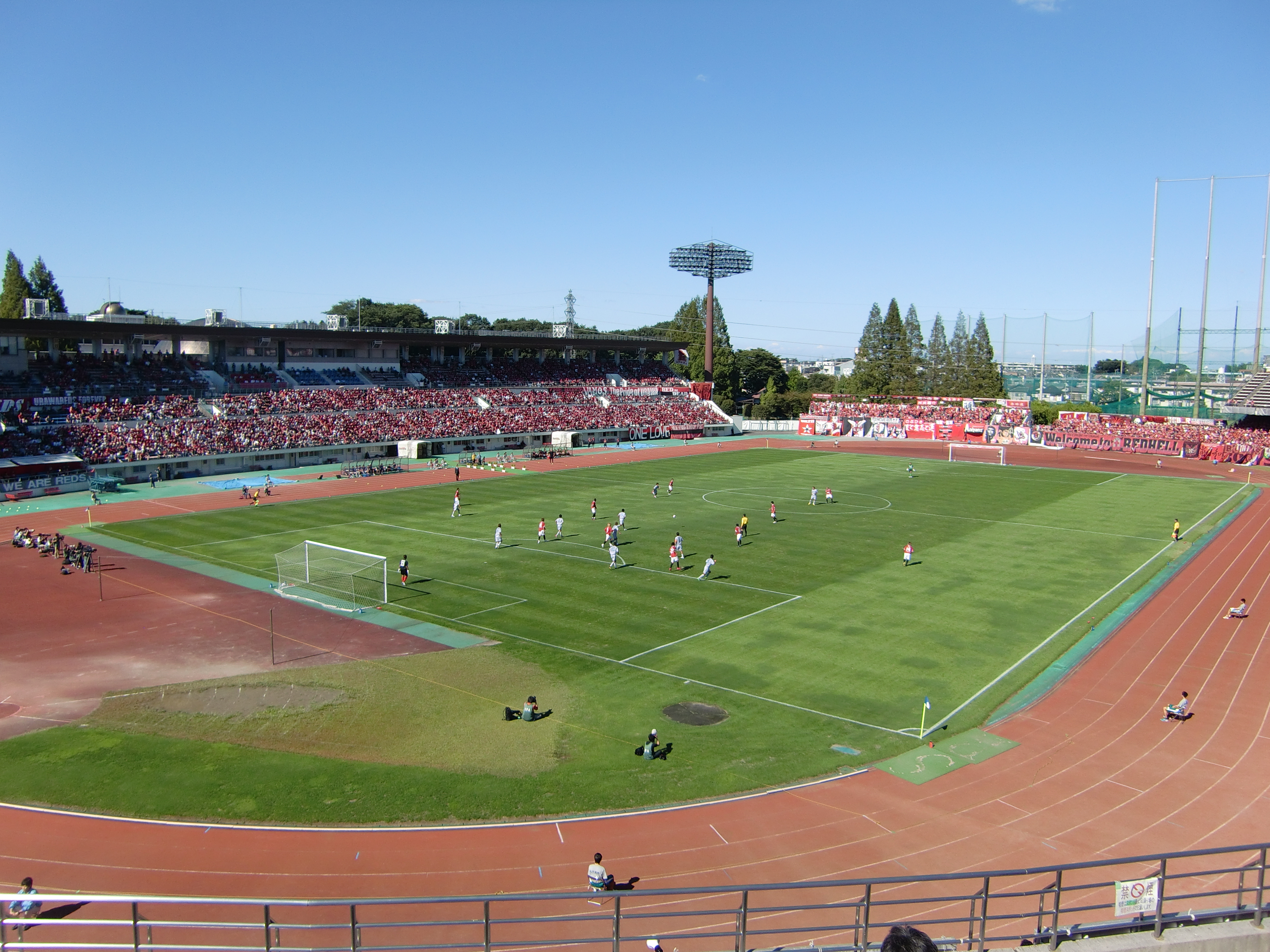
浦和駒場スタジアム

- 浦和駅東口再開発複合施設ビル「ストリームビル」
  - 浦和パルコ - 2022年度時点で名古屋パルコに次ぐ第2位の売上高となっている[報道 13]。
    - ヤオコー 浦和パルコ店
    - ユナイテッド・シネマ浦和
    - メガロス 浦和店
    - 紀伊国屋書店浦和店
    - ユザワヤ 浦和店
    - ノジマ 浦和店

  - COMUNALE「コムナーレ」
    - さいたま市立中央図書館
    - さいたま市市民活動サポートセンター
    - さいたま市役所市民活動支援室
    - さいたま市シルバーバンク
    - さいたま市国際交流センター
    - 浦和消費生活センター
    - 浦和コミュニティセンター
- 前地通り商店街
- 東仲町商店街
- 浦和高等学園（星槎国際高等学校技能連携校）
- 浦和麗明高等学校
- さいたま市立浦和中学校・高等学校
- さいたま市立仲本小学校
- さいたま市立本太小学校
- さいたま市立原山中学校
- 浦和競馬場 - 前地通り経由で徒歩で約15分。無料バスは南浦和駅東口より運行されている。
- 浦和記念公園
- 浦和総合運動場
  - さいたま市営浦和球場
- 浦和駒場スタジアム
- 浦和駒場体育館
- さいたま市青少年宇宙科学館
- 原山市民プール
- 埼玉りそな銀行 浦和東口支店
- 武蔵野銀行 浦和支店
- 埼玉縣信用金庫浦和東支店
- 浦和東高砂郵便局
- 浦和本太郵便局
- 氷川神社
- 大善院
- 川久保病院
- オーケー 浦和原山店
- MEGAドン・キホーテ 浦和原山店

## バス路線
当駅を発着するバス路線は、国際興業バスと東武バスウエストが運行している。西口は1981年に現在のバスターミナルが完成し、浦和駅とは地下道でも接続している。東口バスターミナルは2007年11月1日に暫定完成し、2014年11月に全面完成した。2008年シーズンから埼玉スタジアム2002や駒場スタジアムへのシャトルバス乗り場が西口から東口に変更になった。ただし、スタジアムからの帰路は従来通り西口到着となる。
2013年12月16日より、浦和駅西口と羽田空港を結ぶ空港連絡バスが運行を開始した。

### 西口
| 乗り場 | 運行事業者                | 系統・行先                                                                              | 備考 |
| ------ | ------------------------- | --------------------------------------------------------------------------------------- | ---- |
| 1      | 国際興業バス              | 武浦10：田島団地 武浦10-2：武蔵浦和駅西口 浦51：北浦和駅東口 浦51-3北浦和ターミナルビル |      |
| 2      | 国際興業バス              | 浦12・浦12-2：桜区役所 浦13・浦桜13-3：大久保浄水場 浦13-2：下大久保                    |      |
| 3      | 国際興業バス              | 浦11・浦15：桜区役所                                                                    |      |
| 4      | 東武バスウエスト          | 岩04：宮下 岩05：東新井団地 浦31：さいたま市立病院                                      |      |
| 5      | 国際興業バス              | 志01：志木駅東口                                                                        |      |
| 6      | 国際興業バス 東京空港交通 | 空港連絡バス：羽田空港                                                                  |      |
| 7      | 国際興業バス              | 浦19-2：蕨駅西口 浦81：戸田車庫                                                         |      |
| 8      | 国際興業バス              | 浦11-2：西浦和車庫                                                                      |      |

### 東口
| 乗り場 | 運行事業者   | 系統・行先 | 備考 |
| ------ | ------------ | --- | ---- |
| 1      | 国際興業バス | 浦01：東川口駅北口 浦02：浦和美園駅東口 浦03：大崎園芸植物園 浦06：緑区役所入口 浦09：東浦和駅 浦90：さいたま東営業所 |      |
| 2      | 国際興業バス | 浦08：南台 浦08-2・浦91：さいたま東営業所 美01：浦和美園駅西口                                                        |      |
| 3      | 国際興業バス | 浦04：東浦和駅 浦04-2：馬場折返場 浦04-2H：さいたま市立病院 浦04-3：さいたま東営業所 浦05：明花                       |      |
| 4      | 国際興業バス | 浦50：南浦和駅西口 浦50-2：二十三夜坂下                                                                               |      |
| 5・6   | 国際興業バス | J01（臨時）：駒場スタジアム J03（臨時）：埼玉スタジアム（北門）                                                       |      |
| 7      | 国際興業バス | 浦51：北浦和駅東口 浦51-3：北浦和ターミナルビル                                                                       |      |
| 8      | 国際興業バス | 浦51・浦51-3：浦和駅西口                                                                                              |      |

## その他

### 「浦和」が付く駅名
「浦和」の名に方角を冠する駅は、東西南北の全方向が揃っている（東浦和駅・西浦和駅・南浦和駅・北浦和駅）。方角と地名のみを組み合わせた日本の鉄道駅名で4方向が揃っているのは浦和が唯一である。
このほか、中浦和駅・武蔵浦和駅・浦和美園駅を含めると「浦和」の名が付く駅は8つ存在する一方で、旧浦和市域で「浦和」の名が付かない駅は与野駅のみであり、9駅中8駅に同じ地名を付している点が特筆される。
これら「浦和」の名が付く8駅はすべて旧浦和市内にあったが、さいたま市が政令指定都市に移行した後の浦和区内にあるのは浦和駅と北浦和駅のみで、他の6駅は浦和区外にある。

### 埼玉スタジアム2002のアクセス駅

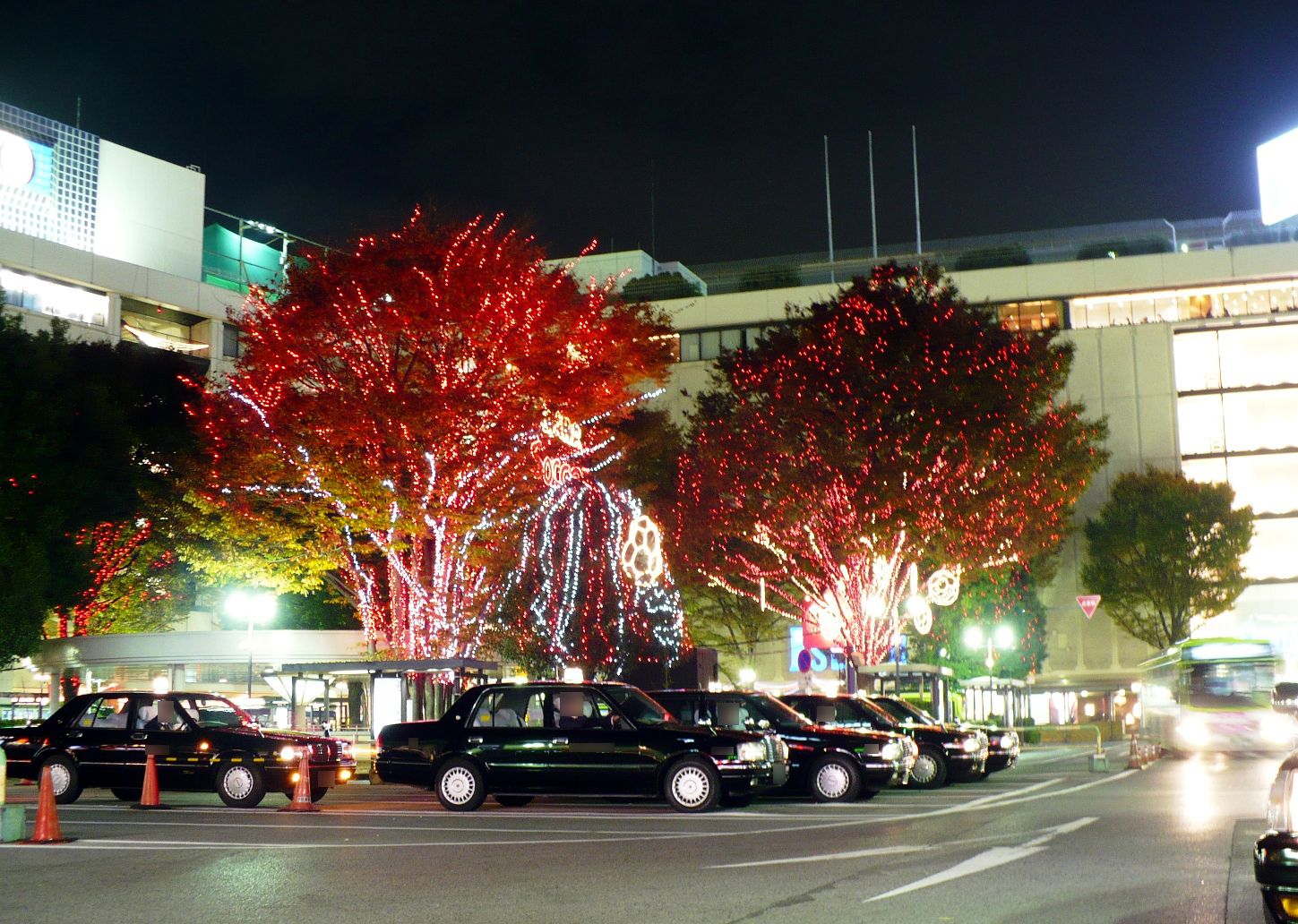
2007年に浦和レッズがACLで優勝した際には、駅西口周辺が真っ赤なイルミネーションに飾られた。

当駅は、Jリーグ・浦和レッズの本拠地である埼玉スタジアム2002の主要アクセス駅の一つであり、またさいたま市駒場スタジアムの最寄り駅でもある。これらでレッズの試合やサッカー日本代表の試合が行われる日は多数の乗客が乗降し、駅とスタジアムの間は直行臨時バスが数十台以上発車する。また、浦和レッズ戦以外を含めて埼玉スタジアムで試合が行われる日でも、当駅から埼玉スタジアム行の直行臨時バスが発車する。

## 隣の駅
東日本旅客鉄道（JR東日本）
 宇都宮線・高崎線・上野東京ライン
- 特急「草津・四万」「あかぎ」停車駅
- 臨時特急「水上」停車駅

■快速「ラビット」「アーバン」
赤羽駅 (JU 04) - 浦和駅 (JU 05) - 大宮駅 (JU 07)
■普通
赤羽駅 (JU 04) - 浦和駅 (JU 05) - さいたま新都心駅 (JU 06)
 湘南新宿ライン
- 特急「スペーシア日光」「きぬがわ」停車駅
- 臨時特急「草津・四万」停車駅

■特別快速・■快速・■普通
赤羽駅 (JS 22) - 浦和駅 (JS 23) - 大宮駅 (JS 24)
 京浜東北線
■快速・■各駅停車
北浦和駅 (JK 44) - 浦和駅 (JK 43) - 南浦和駅 (JK 42)

### 記事本文